# Polens historia

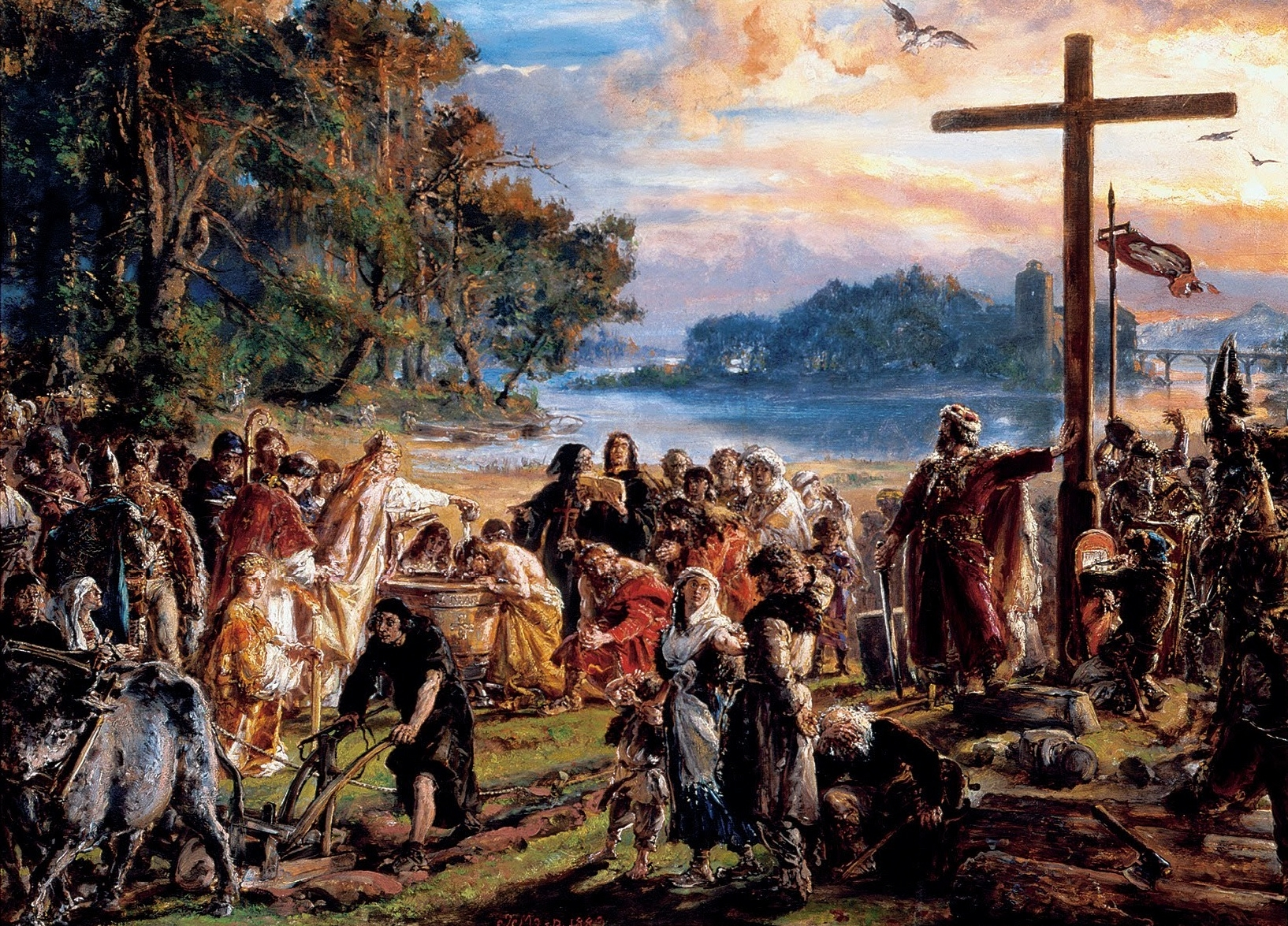
Polens kristnande, målning av Jan Matejko.

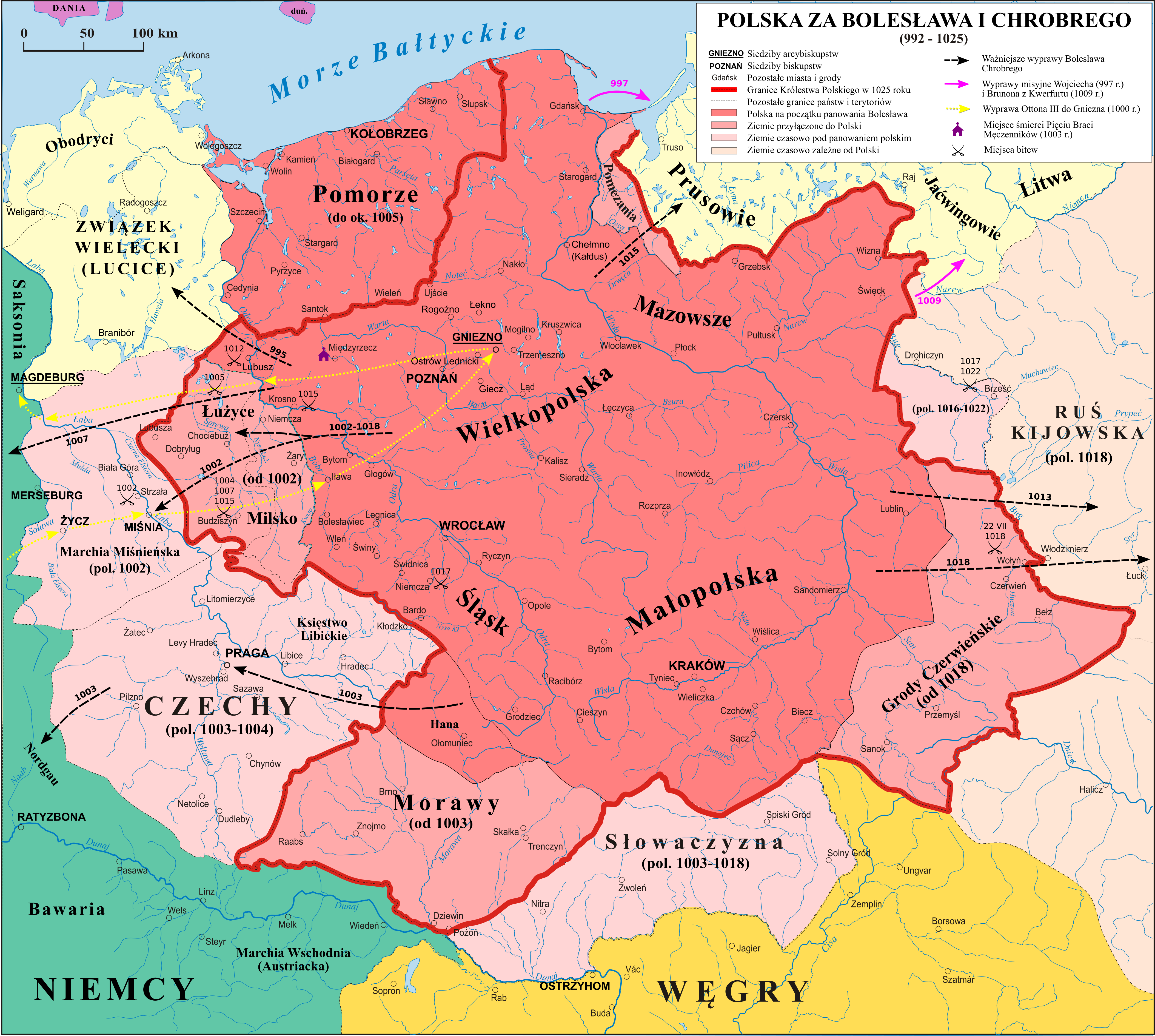
Polen under Bolesław Chrobry.

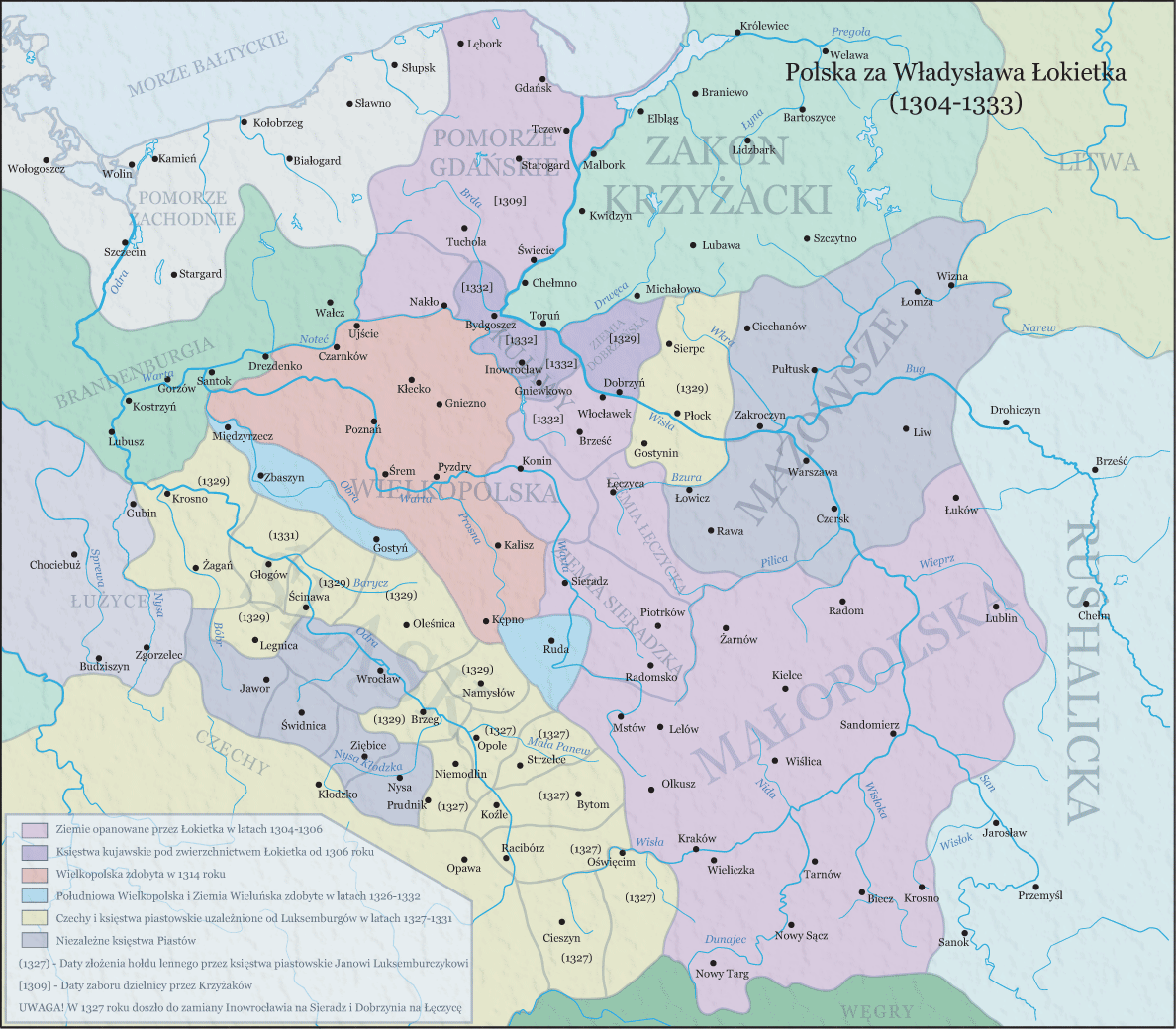
Vladislav I Łokieteks (Alnhögs) Polen.

Polens historia karakteriseras av stor föränderlighet i dess gränser och återkommande växelvisa perioder av inre splittring, dess tidigare roll som en dominerande stormakt, perioder utan självständighet (då landet tillhörde andra stater) samt ett återupprättande av nationen och staten.
Polen kristnades år 966 och dess första period är knuten till Piastdynastin. Landet var beläget geografiskt inom ungefär samma områden som dagens Polen. När Piasternas dynasti saknade manlig tronarvinge ingick landet en personalunion med storhertigdömet Litauen, genom giftermål mellan Polens 12-åriga drottning Jadwiga och Vladislav II (Władysław Jagiełło; Jogaila). Vladislav inledde utvecklingen av Polen till en av den tidens stormakter. Sedan Jagiełło-ätten dog ut 1572 började Polen–Litauen välja sina kungar, som oftast rekryterades bland utländska adelsätter. Adeln kom att stärka sin ställning vilket ledde till att Rzeczpospolita, "republik", skapades med idealiserad vilja att efterlikna den antika romerska senaten.
En period av krig – kosackuppror understödda av ryssarna, svenska invasioner under Gustav II Adolf, Karl X Gustav och Karl XII, det polska tronföljdskriget och ökande rysk och preussisk inblandning – ledde till att Polen delades upp mellan Preussen, Österrike och Ryssland i tre steg mellan åren 1772 och 1795. Därefter var Polen underställt främmande makter, och utsattes för förtysknings- och russifieringsförsök, fram till efter första världskriget då Polen återskapades i en blandning av politiska spel och militära aktioner. Polackerna under Józef Piłsudski försökte återskapa Polens östra gräns i överenskommelse med sträckningen före delningarna (1772) vilket ledde till att Vilnius (polska: Wilno) med omnejd (som några månader innan ingick i det nybildade Litauen) först ockuperades (1920) och sedermera annekterades (1922). På samma sätt annekterade Polen – efter det polsk-sovjetiska kriget 1919-1921 – områden motsvarande dagens västra Vitryssland och västra Ukraina. 
Efter att andra världskriget bröt ut 1 september 1939 delade Sovjetunionen och Tyskland Polen mellan sig enligt Molotov–Ribbentroppakten. Efter att Tyskland besegrades 1945 kom Polen under sovjetisk kontroll och efter en kupp 1948 utropades Folkrepubliken Polen. Uppror mot den sovjetstödda regeringsmakten skedde 1956 och den stalintrogna regimen i Polen avsattes. Marsupproret 1968 ledde till en "antisionistisk" utrensning varvid ett stort antal judar tvingades lämna landet. 1970 och fram till kommunismens sammanbrott i landet kom att karakteriseras av återkommande strejker och protester mot regeringen och dess ekonomiska politik och kränkningar mot medborgarrättigheter. Den fria fackföreningen Solidaritet (Solidarność) bildades 1980 och kom att organisera motståndet. Den 29 december 1989 upplöstes Folkrepubliken Polen och en demokratisk stat, den tredje republiken (Rzeczpospolita), utropades.

## Historia före statsbildningen till 966
Polackerna är ett västslaviskt folk. Själva ordet "slaver" härstammar etymologiskt från słowianie, ytterst från słowo, "ord", det vill säga de som bemästrar orden, dem man kan förstå, till skillnad från niemcy, "tyskar", som kan härledas till nie mówjący, "stum", det vill säga de som inte talar så att slaver förstår.
Bosättningar på områden som berörs av den polska historien kan spåras genom verktygsfynd från äldre paleolitikum, 230 000–105 000 f.Kr., och då i områden i närheten av Karpaterna, då resten av landet var täckt av inlandsisen. Fynd från senare epoker, mesolitikum, neolitikum, bronsåldern och järnåldern, täcker hela området.
Från bronsåldern och framåt dominerades området av för-västslaviska stammar: vender (i dagens västra Polen), balter (i dagens nordöstra Polen) och slaver (i centrala och sydöstra Polen). Cirka 350 f.Kr. inleddes germansk och keltisk invandring, vilket ledde till en blandad kultur av vender, slaver, kelter och germaner i områden motsvarande dagens västra och södra Polen.
Under romartiden passerade flera handelsvägar genom området – bland annat Turin–Pommern för bärnsten, saltstråket till Dnieper och dagens Wieliczka samt även vikingarnas handelsvägar genom floderna Wisła–Netze/Noteć–Warta–Oder/Odra. Handelsvägarna bidrog till att vissa bosättningar utvecklades till befästa "städer" (grody på polska).

## Piast-perioden 966–1385
Den tidigaste perioden för den polska staten döljs i en blandning av sagor och historiskt trovärdiga fakta. Namnet Polen kan spåras till polska ordet pole som betyder slätt. Människor som levde där hette polanie och utvecklades med tiden att vara polacy (uttalas "polatsy", och betyder polacker). Piastdynastin, den första kungadynastin, var egentligen inte belagd förrän under den nationalromantiska tiden på 1800-talet. Enligt sagor kom Piast-dynastin till genom att de tog över efter en tyrannisk härskare, Popiel, som enligt sägnen blev uppäten av möss när han gömde sig i sitt torn vid sjön Gopło utanför Gniezno. Popiel-berättelsen, liksom omnämnandet av de första Polanie-härskarna Siemowit (son till Piast), Lestko, Siemomysł och slutligen Mieszko, finns nedtecknad i en krönika av Gallus Anonymus, Cronicae et gesta ducum sive principum Polonorum (latin för "Krönikor och verk av polska furstar och prinsar"), från cirka 1115. Lestek (född 930–940) finns omnämnd i bysantinska och tyska krönikor. Piasterna befäste orterna Gniezno och Poznań, vilka kom att bli administrativa huvudorter och handelscentra.
Polens första ledare, Mieszko, regerade 962–992. Hans giftermål med den tjeckiske ledarens dotter Dobrawa år 965 tros ha påskyndat Polens kristnande, som ägde rum året därefter. Deras son Bolesław I Chrobry (den modige) tog över vid Mieszkos död år 992 och regerade fram till sin död 1025. Strax innan döden kröntes han till Polens första kung av biskopen i Gniezno, Polens dåtida huvudstad. Mieszko I och Bolesław Chrobry var ömsom i krig och ömsom i fred med de samtida tyska kejsarna, Otto I, Otto II och Otto III, samtidigt som båda staterna arbetade med att kristna omgivande hedningar och att utöka sitt inflytande. Tronföljarna Mieszko II (regeringstid 1024–34), Bolesław II (1058-1079) och Bolesław III den snedmynte (regeringstid 1102–1138; inte kallad "den snedmynte" på grund av en missbildning, utan då han beskylldes för att inte hålla sina löften) utökade det polska inflytandet till gränsområden mot Kievriket, Tjeckien, Slovakien och Ungern men drabbades också av ofta uppblossande uppror och tvingades överge dessa områden. Åren 1034–1039 hade landet ingen kung, och Kasimir I "Förnyaren" (1039–58), son till Mieszko II, återvände från Ungern där han troligen vistades som landsförvisad, och lyckades, med den tysk-romerske kejsarens hjälp återta kontrollen över landet och flyttade också huvudstaden till Kraków.
Bolesław III lyckades försvara Polen mot det tysk-romerska riket och införliva Pommern med Polen; före sin död delade han upp landet i Schlesien, Storpolen, Masovien (Mazowsze), Sandomierz och Kraków, som fördelades mellan hans fyra söner. Kraków skulle vara den sammanhållande landsdelen, under den äldste av bröderna. Uppdelningen fungerande inte och inom kort var landet åter försvagat. Den mongolisk invasionen 1241 ödelade landet. Immigration av tyskar började också öka, och i Pommern etablerade sig Tyska orden. Judar, som förföljdes i hela Europa, fick fristad i Polen från 1200-talet. Vladislav I Łokietek (Alnshög) återförenade landet igen och hans kröning 1320 var startskottet för rekonstruktion av Polen, vilken fullföljdes av hans son Kasimir (III) den store (regeringstid 1333–1370), som också var den siste Piastkungen. Efter Kasimir den stores död, valdes Ludvig I av Ungern till Polens kung då han var dotterson till Vladislav. Ludvigs dotter Sankta Hedvig/Jadwiga blev efter Ludvigs död år 1384 krönt till drottning vid 10 års ålder.

### Kronologi 966–1385
Se Tidsaxel över Polens historia, perioden 966–1385

## Jagielloniska perioden 1385–1572

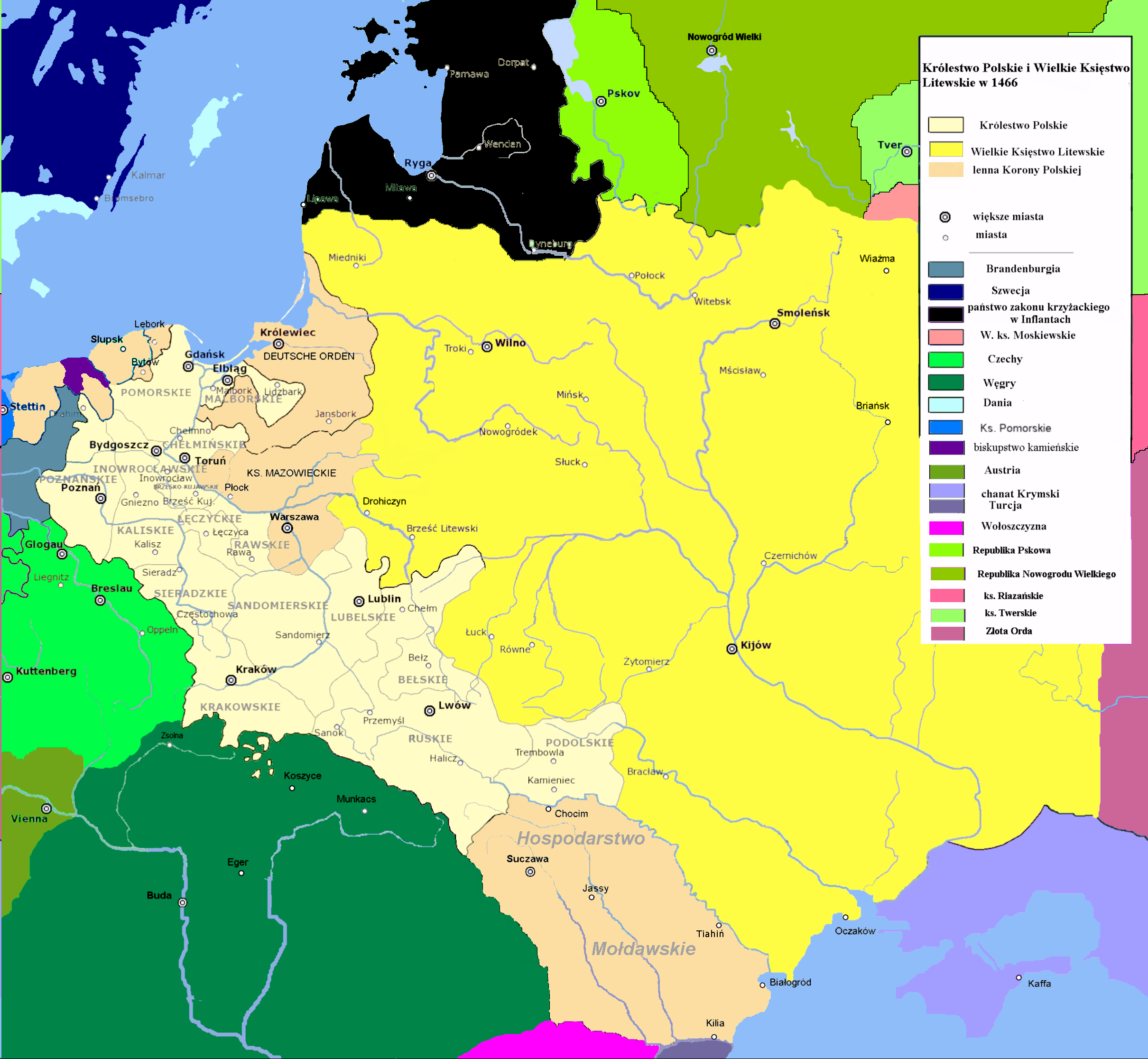
Polen–Litauen år 1466.

Det medeltida kungariket Polen ingick 1385 en personalunion (från 1569 en realunion) med Storfurstendömet Litauen och bildade Polsk-litauiska samväldet, även kallat Polen–Litauen. Upphovet till unionen var giftermålet mellan Polens regerande drottning Hedvig (Jadwiga) och den litauiske storfursten Jogaila Algirdaitis, känd i den polska historien som Vladislav II (Władysław II Jagiełło) (regeringstid 1386–1434).
Under den Jagiellonska ätten blev snart unionen en stormakt i området och kom att sträcka sig från Östersjön och till Svarta havet, samt djupt in i dagens Ryssland. Unionen lyckades genom segern vid Tannenberg/Grunwald efter freden i Toruń också ta kontrollen över Tyska orden och senare även Preussen (1552) och Livland (1561) vid östersjökusten.
Försök att ta över Ungerns tron av Vladislav II:s son Vladislav III (1434–1444) ledde till ett inbördeskrig, som stoppades av kungens död i slaget vid Varna (1444) vid en korstågoffensiv mot Osmanska riket. År 1491 förenades Ungern och Polen i en personunion under Kasimir IV (1447–1492), yngre broder till Vladislav III, varvid ett av Europas mäktigaste riken skapades. Tatarerna och osmanerna utgjorde ett hot mot Litauen, Polen, Ungern och Tjeckien under perioden. Kasimir IV och de sista jagiellonska kungarna (Alexander (1501–1505), Sigismund I (1506–1548) och Sigismund II August (1548–1572) sökte uppnå goda relationer med osmanerna och betalade tribut, eftersom landets militära styrkan försvagades till följd av offensiver mot Preussen. Detta öppnade i sin tur för att Habsburghuset kunde flytta fram sin position söder om Karpaterna.
I östra Litauen ökade trycket från Ryssland (moskoviter) med en serie av segdragna konflikter 1492–1537. Ofta rörde det sig om avlägsna områden som det litauiska furstendömet hade svag kontroll över. I och med det försvagade trycket från mongolerna kunde Ryssland åter börja ta tillbaka områden som förlorats tidigare till Litauen/Polen. År 1514 förlorade Polen Smolensk-området till Ryssland
Adelsståndet (szlachta) fick en del juridiska rättigheter under 1400-talet, bland annat Neminem captivabimus nisi iure victum (latin för "vi kommer inte att fängsla någon utan domstolsbeslut"; se även habeas corpus), liksom skattelättnader för deltagande i militära aktioner.

### Kulturellt "gyllene århundrade"
Se även Polska guldåldern.
1500-talet brukar räknas som Polens kulturella "gyllene århundrade". Ökat välstånd och renässansinflytande från Italien gjorde insteg i adelns och även borgarnas hem. Papperstillverkning och boktryckarkonsten introducerades mot slutet av 1400- och början av 1500-talet. Under 1500-talet trycktes 4 000 boktitlar med totalupplaga på 4 miljoner exemplar. Antalet skolor ökade och nästan varje församling hade en skola, totalt 3 000–4 000, både katolska och för andra bekännelser. Skolor på gymnasienivå fanns på 12 orter. Utbildning på nästan akademisk eller universitetsnivå drevs i Poznań (1519), Gdansk (1558), Wilno (1579), Zamość (1600) och Kraków (Jagellonska universitetet, 1364).
Kopernikus De revolutionibus orbitum coelestium publicerades 1543. Marcin Kromer publicerade 1555 sitt polska historieverk De origine et rebus gestis Polonorum. Bibeln översattes av Jakub Wujek 1599. Juridik- och politiktankar formulerades i ett antal framstående verk som Andrzej Frycz Modrzejewskis De ligibus innehållande Om republikens lagar. Kartografi och geografi gjorde framsteg. 
Polskspråkig litteratur, representerad av Mikołaj Rej (1505–1569), Biernat av Lublin (1465–1520) och Jan Kochanowski (1530–1584), visade upp polsk lyrik, episk poesi och drama.
Musik, det vill säga polsk renässansmusik, representerades av framstående tonsättare som Jerzy Liban z Legnicy (cirka 1464–1564), Sebastian z Felsztyna (1485–1536), Jan z Lublina (cirka 1500–1550), Mikołaj z Krakowa (cirka 1500–1550), Wacław z Szamotuł (1526–1560) och Mikołaj Gomółka (1539–1591).
Arkitektur och konst frodades också, med bland annat moderniseringen av slottet Wawel och det nya slottet i Warszawa.

### Kronologi 1386–1572
Se Tidsaxel över Polens historia, perioden 1386–1572

## Polsk-litauiska samväldet och Första republiken (Rzeczpospolita) 1572–1795

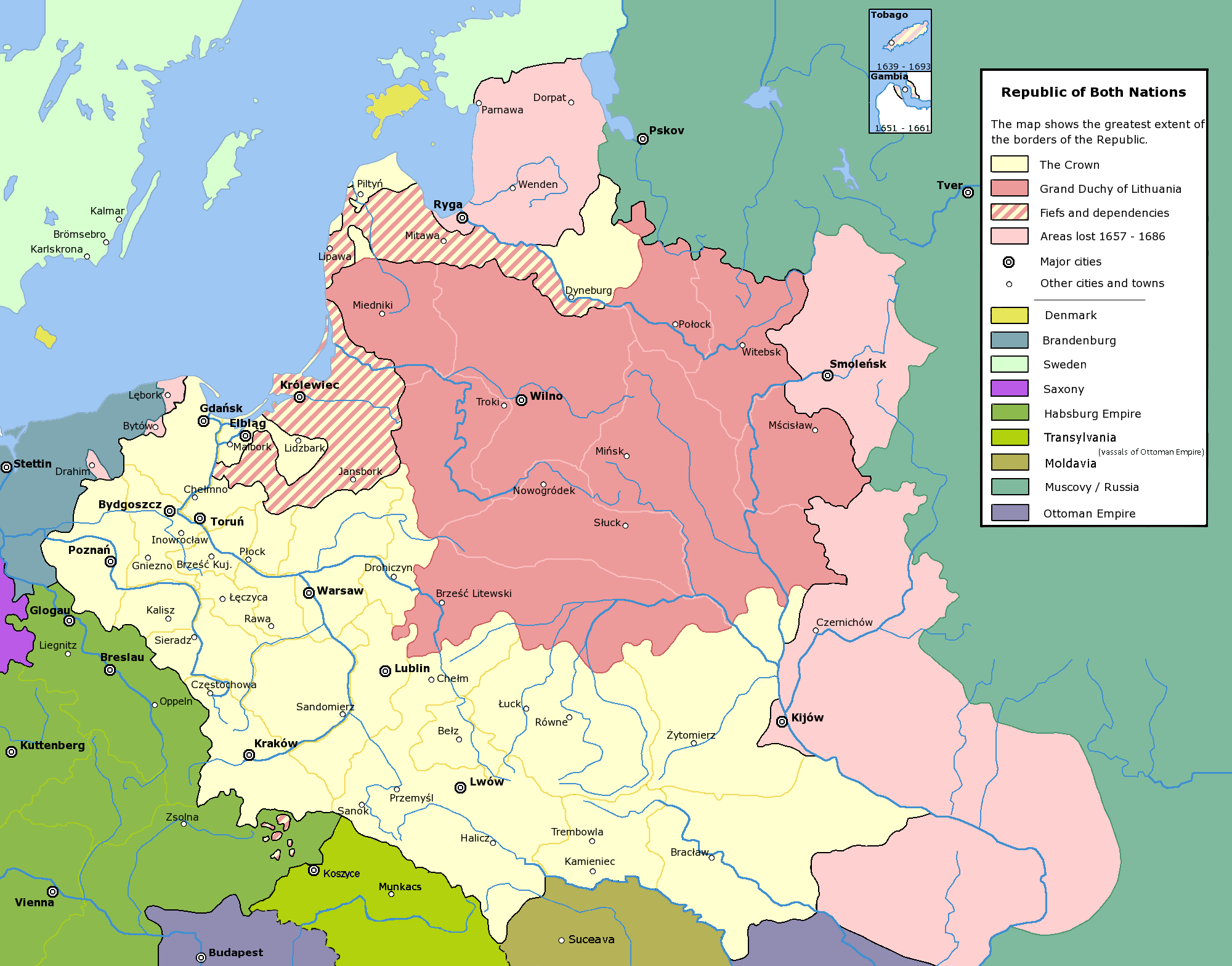
Polsk-litauiska samväldet.

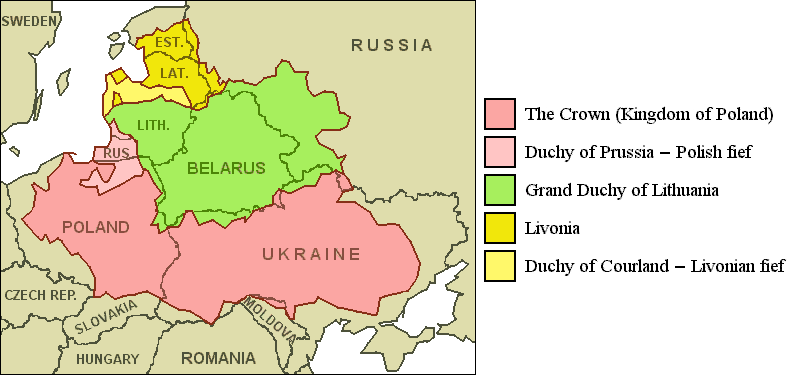
Polen–Litauen 1619 i jämförelse med dagens gränser.

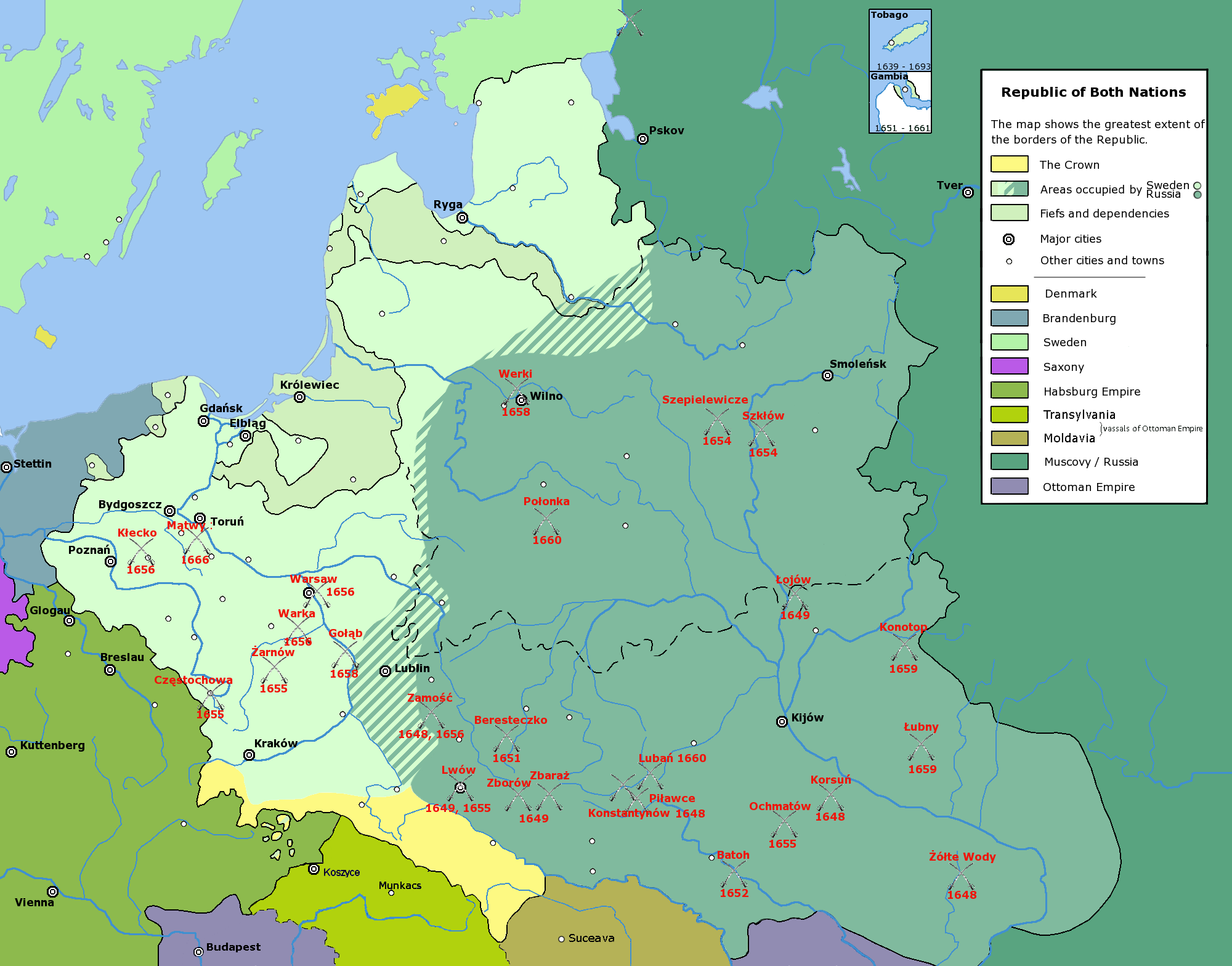
Polen vid svensk invasion (Karl X Gustav) och Bohdan Chmielnickis uppror på 1600-talet. Perioden kallas "Potop" i polsk historia efter Henryk Sienkiewiczs roman. "Potop" på polska betyder "syndafloden".

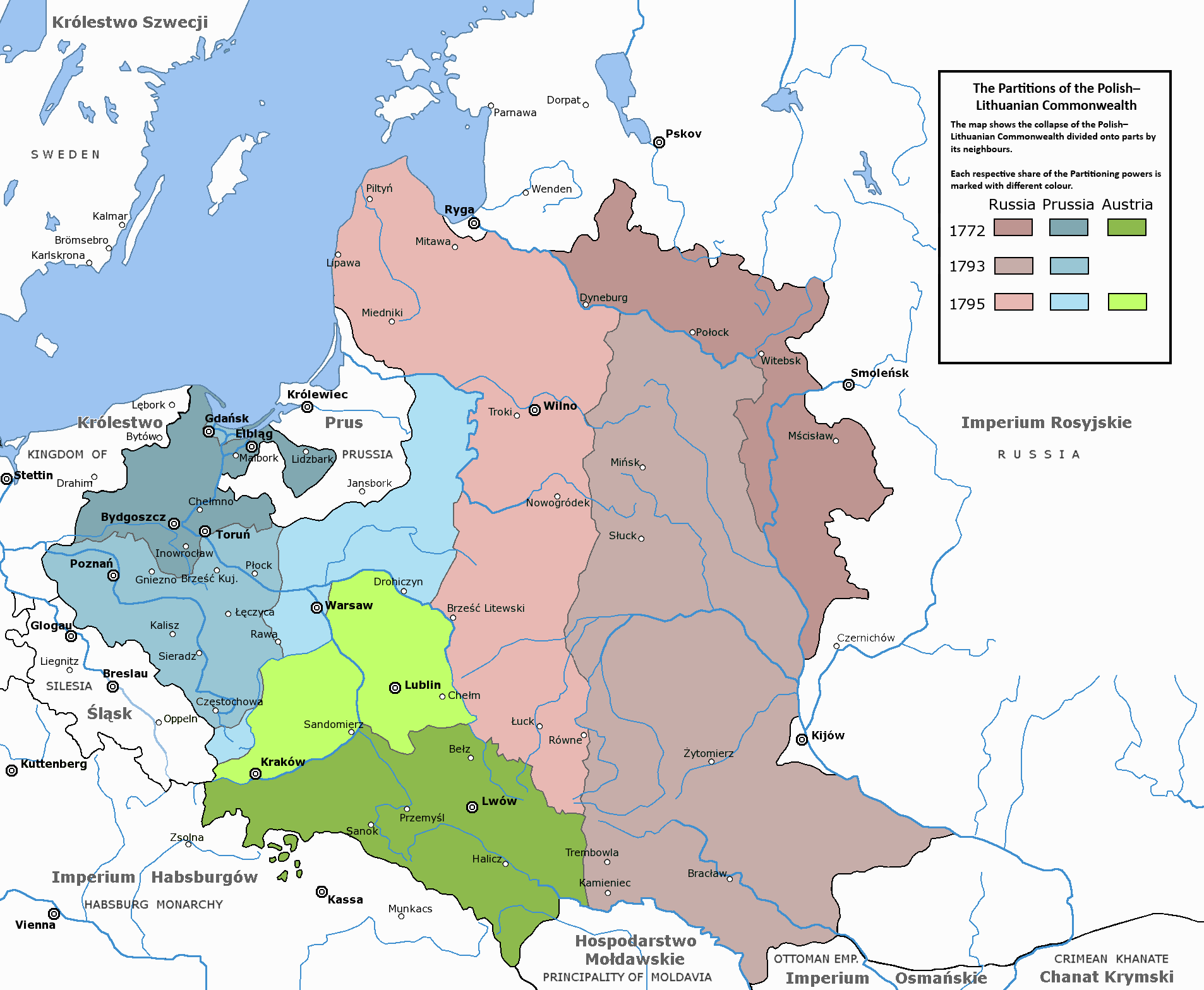
Polens delningar.

Från 1573, efter att de stora dynastierna dog ut, tillsatte polackerna sina kungar på livstid genom val där adelsståndet deltog. Det polska samväldet var således en elektiv monarki och kallades republik – eller på polska rzeczpospolita, och hade den antika romerska senaten som förebild. Vid Unionen i Lublin (1569) förenades kungariket Polen och storfurstendömet Litauen underställd en gemensam senat (Sejmen) och en gemensam vald kung. Denna halvdemokratiska lösning var mycket ny för denna tidsålder, då alla stater styrdes av monarker med mer eller mindre absolut makt. Adelns ställning reglerades av de Gyllene friheterna som gradvis minskade kungens makt. Under perioden 1652 och 1791 praktiserades en destruktiv form av absolut demokrati, liberum veto (fritt veto för alla Sejmens ledamöter).
De valda kungarna i kronologisk ordning var: fransmannen Henrik III de Valois (polskt namn Henryk Walezy), ungraren Stefan Batory, svensken Sigismund III Vasa (Zygmunt Waza III), Vladislav IV Vasa (Władysław Waza IV), Johan II Kasimir (Jan Kazimierz Waza), polacken Michał Korybut Wiśniowiecki, polacken Johan (Jan) III Sobieski, sachsaren August II den Starke, polacken Stanisław Leszczyński, sachsaren August III och polacken Stanisław II August Poniatowski.

### Rusinernas frigörelse från Polen
Under denna period började rusinernas (benämning på invånarna i vojvodskapen, som härrör från orden Rus och ruser; termen "ukrainare" existerade ännu inte ) nationalism och motstånd mot Polen att växa sig allt starkare. Orsakerna till det var först och främst religiösa. Införandet av den katolsk-ortodoxa kyrkliga unionen i Brest 1594 syftade till att ställa alla ortodoxa rusiner under påven i Rom. Den katolska kyrkan och de polska kungarna förföljde de ortodoxa rusinerna. Bland annat stängde man ortodoxa kyrkor och man lät inte rusinerna döpa sig, gifta sig och få sista smörjelsen via sina ortodoxa präster. Dessutom saknade rusinerna de flesta andra rättigheter i samhället och var mestadels slavar eller fattiga bönder. För att kunna ha samma möjligheter och privilegier som den polska szlachtan var rusinernas ortodoxa adel tvungen att gå över till katolicismen. I närmare sextio år framåt, med början 1591, pågick en serie av kosackuppror: 1591–1593, 1594–1596, 1625, 1630, 1637–1638 och 1648–1654.
År 1591 utbröt ett uppror under ledning av hetman Krzysztof Kosiński, vilket slogs ner 1593. Den polska kronan försökte tygla kosackerna genom att begränsa deras antal till 6 000 man (så kallade registrerade kosacker), de övriga skulle inte få kalla sig för kosacker. Men den ukrainska frihetssträvan ledde till att fler fattiga bönder och slavar flydde och anslöt sig till kosackerna. Många såg kosackerna som den ortodoxa trons sista beskyddare. Under många år under 1600-talets början företog kosackerna många räder ner längs floden Dnepr och in i Krimkhanatet och i Osmanska riket, vilket skapade spänningar mellan Osmanska riket och Polen. På grund av detta utbröt bland annat ett polsk-turkiskt krig som pågick mellan 1620 och 1621.
1630 utbröt ytterligare ett uppror, den här gången under ledning av Taras. Som tidigare ledde det inte till någon framgång för upprorsmännen. Under 1630-talet fortsatte det ukrainska missnöjet med det polska styret att växa. År 1637 pågick ett kosackuppror under ledning av hetman Pavljuk, och året därpå (1638) under ledning av Dmitrij Gunja och Jakov Ostrjanin. Även dessa uppror misslyckades. Händelserna under kosackupproren i början av 1630-talet (under Taras ledning) inspirerade den ryske författaren Nikolaj Gogol att skriva en roman vid namn Taras Bulba som har filmatiserats flera gånger.
Slutligen utbröt år 1648 ett större krig mellan kosackerna och den polska staten vilket pågick i hela sex år. Kosackernas ledare, Bohdan Chmelnytskyj (polska: Chmielnicki), hade tidigare varit i polsk tjänst, men blivit hatiskt inställd efter att en polsk adelsman dräpt Chmelnytskyjs son och tagit ifrån honom mark. Upproret började med rusinska segrar i bland annat slaget vid Zolty Wody. Därpå följde långa och utmattande strider med växlande framgång. Redan på ett tidigt stadium vände sig Chmelnytskyj till Tsarryssland och bad om dess beskydd. Ryssland accepterade, om än något motvilligt, och i januari 1654 avgav rusinerna trohetseden till Rysslands tsar Aleksej Michailovitj i staden Perejaslav. Dock kom många framtida inbördeskrig att råda mellan kosacker som stödde det polsk–litauiska samväldet och Ryssland och självständighet. Unionen kom att vara (med undantag för oredan kring det första världskriget) i närmare 340 år fram till Sovjetunionens upplösning 1991, då Ukraina, Vitryssland och Ryssland bildade OSS).
Mellan 1654 och 1667 pågick ett polskt-ryskt krig som gällde de i dag vitryska och delvis ukrainska områdena som då kallades Lillryssland (Lillryssland var bara en mindre del av dagens Ukraina). Efter inledande framgångar för de rysk-lillryska styrkorna övertog så småningom Polen initiativet tack vare det påpassliga Krimkhanatet som växelvis som tungan på vågskålen stödde Polen-Litauen respektive Ryssland om vartannat. I slutändan var båda sidor utmattade av de långa striderna vilket varit Osmanska riket och dess vasall - Krimkhanatets avsikt, då man fruktade de båda rikenas styrka och eventuella union mot Osmanska riket. 1667 delades Lillryssland officiellt så att dess östra del tillföll Ryssland genom fredsavtalet i Andrusovo. Västra Lillryssland förblev tills vidare polskt. I och med förlusten av östra Lillrysland minskade undan för undan Polens forna makt i Europa samtidigt som Ryssland tog sina första steg mot att bli en stormakt.

### Polsk-svenska kriget (Karl X Gustav)
Det svenska anfallet 1655 kom efter bara 25 år av fred. Anledningen till det svenska anfallet var den växande ryska dominansen i östersjöområdet och Karl X Gustavs försök att utmanövrera den polska Vasaättens krav på den svenska kronan. Karl X:s offensiv med 40 000 soldater gick samtidigt mot Storpolen och Litauen. Storpolen kapitulerade och kom under svenskt beskydd medan Litauen under storhetmanen Janusz Radziwiłł deklarerade upplösning av den polsk-litauiska unionen och gick över på den svenska sidan. Radziwiłł lyckades få en viss uppslutning av polska adeln, med motiveringen att Karl X skulle bistå i kampen mot Ryssland. Den polske kungen Johan II Kasimir (Jan Kazmierz Waza) sökte skydd i Schlesien samtidigt som hans hetman Stefan Czarnecki organiserade en motoffensiv. Vändningen kom vid den svenska belägringen av klostret i Częstochowa i november–december 1655, där svenskarna har slagits och tvingats till återtåg. 1656 blandade sig den brandenburgske kurfursten Fredrik Vilhelm in i kriget på Sveriges sida och hjälpte till att återta Warszawa, samt att tillsammans med Bohdan Chmielnicki och Bogusław Radziwiłł (bror till Janusz Radziwiłł) sätta upp planer för uppdelning av Polen. Med hjälp av Danmark och Österrike befriades Polen. Kriget slutade med freden i Oliwa år 1660. Vid freden tvingades Polen att avstå från sitt inflytande på Preussen.
Under kosackupproren (se Bohdan Chmelnytskyj), Polsk-ryska kriget 1654-1667 och Karl X Gustavs svenska invasion (1655–1660) sargades landet svårt då 45% av dess befolkning omkom och många städer förstördes.

### Polen underStora nordiska kriget
Den polsk-sachsiske kungen August II den Starke, även känd som Fredrik August av Sachsen, ingick ett anfallsförbund mot Sverige i förspelet till det stora nordiska kriget, vilket ledde till att den svenske kungen Karl XII ockuperade Polen och använde det som bas för sina fälttåg mot Ryssland, ända till förlusten vid Poltava år 1709. Under 1700-talet började Preussen (Fredrik II av Preussen och Fredrik Vilhelm II av Preussen) och Ryssland (Katarina II den Stora) att öka sin inblandning. Efter polska tronföljdskriget, 1733–1735, kom landet nästan in i ett tillstånd av anarki.

### Uppdelning av Polen
Landets framför allt politiska och militära tillbakagång, den befolkningsminskning som de långa krigen innebar, samt den anarki som uppstod i mitten av 1700-talet på grund av inre slitningar ledde till att Polen inte längre kunde upprätthålla sin suveränitet mot de växande grannimperierna.
Sejmen, som till följd av liberum veto lyckades få igenom bara ett par beslut, antog den 3 maj 1791 en ny konstitution som bland annat förde in majoritetsbeslut. Konstitutionen var för sin tid mycket modern. Konstitutionsreformen klubbades igenom alldeles för sent och blev aldrig införd, landet var försvagat och Polens grannländer såg hellre ett svagt Polen och invaderade landet två år senare. Polen delades upp i tre omgångar 1772, 1793 och 1795 mellan stormakterna Ryssland, Preussen och Österrike-Ungern och försvann från kartan. Delningen bekräftades vid Wienkongressen 1815 (se artikel Polens delning).
Först efter Första världskriget, efter 123 års icke-existens, återupprättades Polen som en oberoende stat år 1918.

### Kronologi 1572–1795
Se Tidsaxel över Polens historia, perioden 1572–1795

## Polen under uppdelningstiden 1795–1918

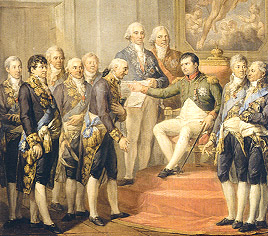
Napoleon I låter utfärda konstitutionen för Storhertigdömet Warszawa 1807.

Efter delningen av Polen, i spår av Tadeusz Kościuszkos misslyckade uppror, bildades illegala rörelser i bland annat Lwów (Zgromadzenie Centralne, Centralförbund med Ignacy Potocki och Stanisław Sołtyk), Poznań (Erazm Macielskis klubb), Gdańsk (Gottfried Bathold) och Warszawa (Republikansällskapet). I exil verkade personer som Józef Wybicki, Jan Henryk Dąbrowski att bygga upp polska legioner i Frankrike och Italien i Napoleon Bonapartes tjänst. Napoleon kom tidigt att stödja polackerna, dels då han tog ställning mot Polens delning och dels då han såg polackerna som användbara i hans offensiv mot Preussen och Österrike. 1797 var 7 000 polska legionärer i Napoleons tjänst. Generalerna Tadeusz Kościuszko och Kazimierz Pułaski tvingades efter misslyckade självständighetsuppror att gå i exil och kom att spela en viktig roll i det amerikanska självständighetskriget, Kościuszko genom fortifikationsarbeten och Pułaski genom att bygga upp kavalleriförband.

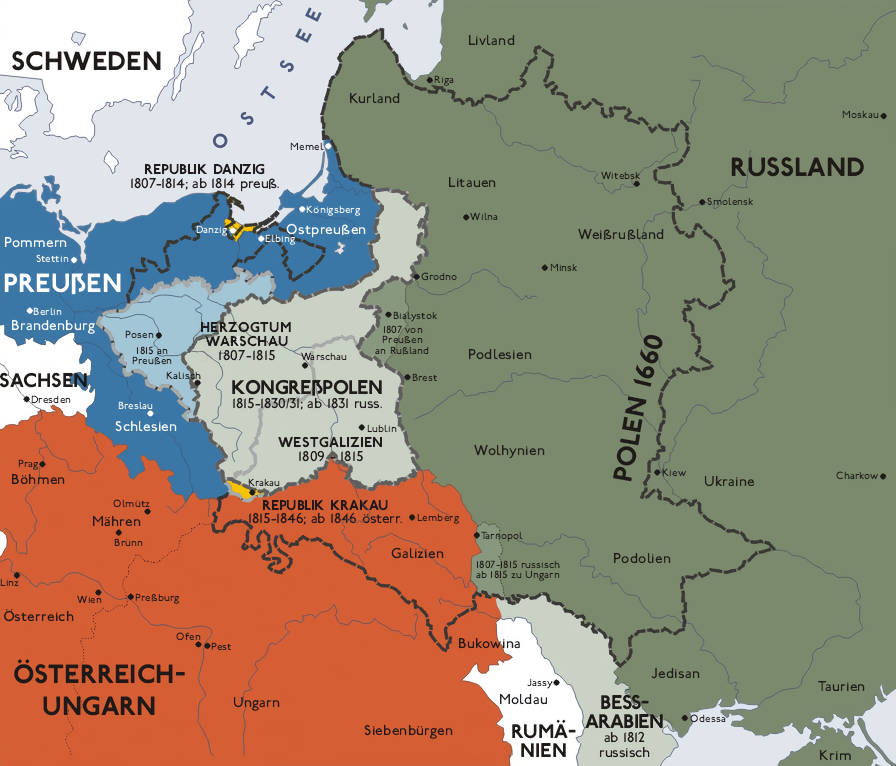
Kongresspolen efter Wienkongressen.

Upproret 1806 mot Preussarna var en bred resning och 1807 har polackerna skapat en armé med 30 000 soldater under ledning av Jan Henryk Dąbrowski (hans namn är förenat med Polens nationalsång, Mazurek Dąbrowskiego), Józef Zajączek och Józef Poniatowski. I januari 1807 tillsattes en Regerande Kommission (Komitet Rządzący) i Warszawa under ledning av Stanisław Małachowski, före detta marskalk i tidigare polska Sejmen. Efter Napoleons seger i kriget 1806–1807, speciellt mot Ryssland, och efter den påföljande freden i Tilsit skapades det Napoleon-lojala Storhertigdömet Warszawa – det omfattade 104 000 km² och 2,6 miljoner invånare. Efter Napoleons seger mot Österrike 1809 utökades furstendömet med Krakow, Lublin, Radom till 155 430 km² och 4,4 miljoner invånare. . Efter Napoleons förlust i Ryssland 1812 och sedan i kriget mot koalitionsstyrkorna 1813–1814 kom storhertigdömet att upplösas genom Wienkongressen 1815 och tillföll Ryssland som en del av det så kallade Kongresspolen.

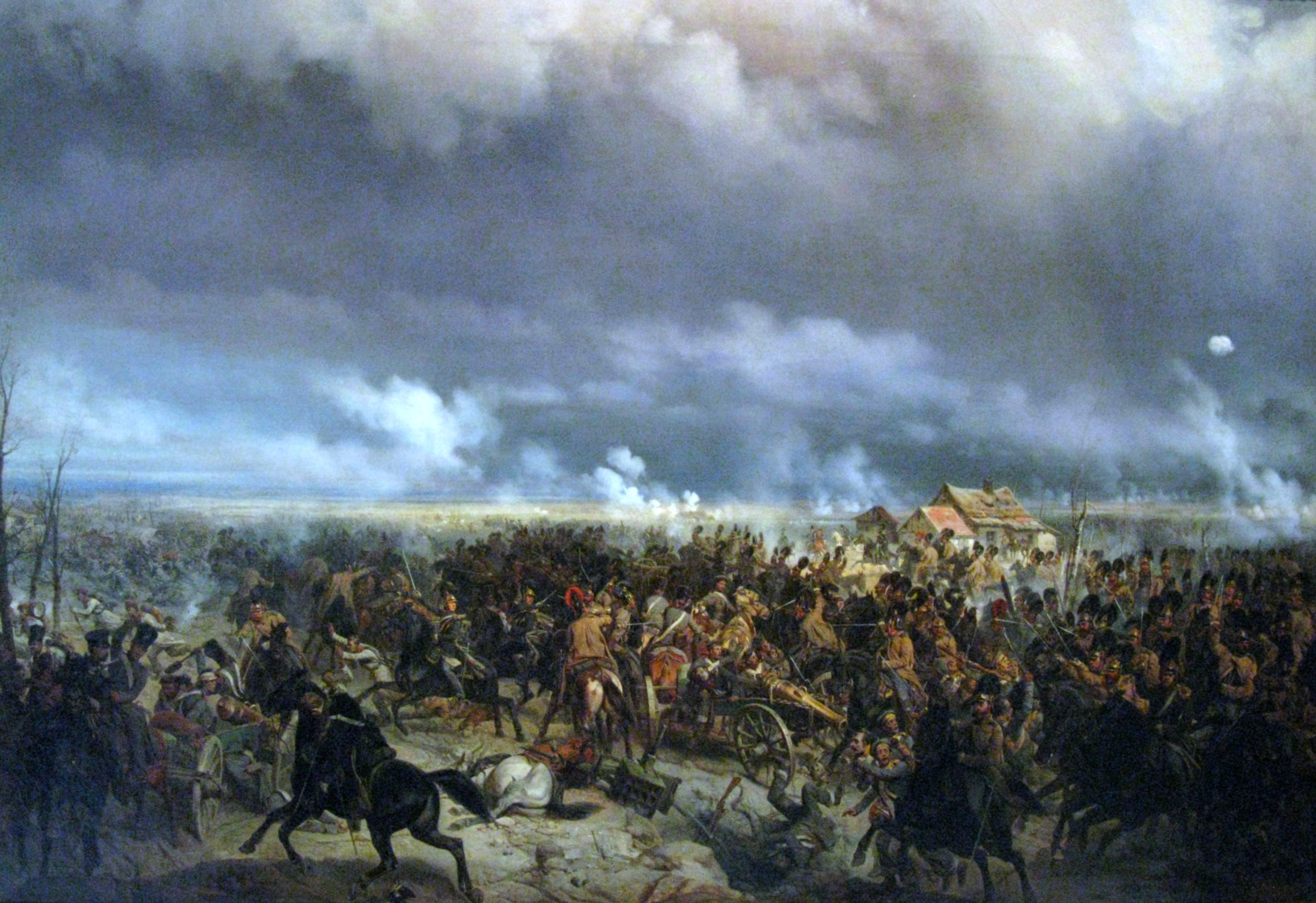
Slaget vid Grochów 25 februari 1831. Målning av Bogdan Willewalde (1818–1903).

29 november 1830 utbröt Novemberupproret när en grupp lägre polska officerare under ledning av Józef Chłapicki (1771–1854) med stöd av invånarna i Warszawa anföll slottet Belveder, där tsarens ställföreträdare storfursten Konstantin regerade, och tog kontroll över staden. En nationell regering med Adam Czartoryski som ledare avsatte Romanovs från Polens tron. I september 1831 var upproret nedslaget. Följderna av Novemberupproret för polackerna blev negativa. Ryssland kom att upplösa polska armén och stängde Warszawauniversitetet, införde ryskt monetärt system och russifierade statsförvaltningen. Som repressalier mot dem som deltog i upproret konfiskerade ryssarna deras ägor. I den Preussiska delen stimulerades invandring av tyskar, och statsförvaltningen i de forna polska områdena besattes med tyskar. En omfattande germanisering av polacker påbörjades och katolska kyrkans inflytande motarbetades genom den så kallade Kulturkampf.
Ett större uppror planerades år 1846 i Polens alla tre delar, men upproret begränsades till Kraków där man under några dagar körde ut österrikarna.
Svallvågorna efter Februarirevolutionen 1848 i Frankrike nådde Polen redan i mars, med ett uppror i Poznań. Trots massivt deltagande misslyckades revolten, till stor del eftersom samtida revolt i Preussen också förlorade. I Galizien formerades ukrainska självständighetsrörelser.
Till följd av Rysslands försvagning på grund av revolution och krig mot Japan, återuppväcktes åren 1905–1907 de tidigare kraven på att återskapa Polen. Polska nationella demokrater med Roman Dmowski (ND) och socialister med Józef Piłsudski (PPS) Från den ryska överheten introducerades vissa lättnader gällande Polen. Det politiska livet i landet fick tydligare form och var en förutsättning för kampen för att återskapa Polen vid slutet av första världskriget.
Kulturellt dominerades Polen under perioden av nationell romantism med för Polen viktiga författare med rik produktion som Adam Mickiewicz, Juliusz Słowacki, Józef Ignacy Kraszewski, Zygmunt Krasinski, Aleksander Fredro, Henryk Sienkiewicz, Stanisław Wyspiański, Władysław Reymont, Stefan Żeromski, Maria Konopnicka och Bolesław Prus, för att nämna några. Stanisław Moniuszko skrev polska operor, Oskar Kolberg forskade kring och nedtecknade polsk folkmusik.
Medan de flesta folken som kämpade för nationell frihet hade en förtryckande makt (till exempel greker, italienare, rumäner, ungrare) hade polackerna tre. Wienkongressen kom att permanenta situationen för nästa 100 år. Det polska kungadömet med tsaren som kung, det så kallade Kongresspolen blev en lydstat till Ryssland, och kom att omfatta Polens centrala delar på 127 000 km² och 4 miljoner invånare (1830). Österrike tog Kungariket Galizien med 77 300 km² och 4,2 miljoner invånare, medan Preussen tog Poznańfurstendömet, Storpolen, 29 000 km² med 776 tusen invånare. Republiken Kraków (Rzeczpospolita Krakowska) med 1 150 km² och 88 tusen invånare var underställd de tre makterna.
Ett återkommande inslag i polsk historia var de ryska deporteringarna av politiskt aktiva och upprorsmän till Sibirien. Till exempel efter Novemberupproret 1831 dömdes 80 000 polacker till deportering. Vägen till Sibirien avverkade man gående som fånge. En av ledarna som råkade vara tsarens släkting, furste Roman Sanguszko, fick till och med en speciell bestraffning – att gå sträckan med fotboja, och han lyckades. Den sibiriska deporteringstraditionen fortlevde in på 1950-talet.

### Kronologi 1795–1918
Se Tidsaxel över Polens historia, perioden 1795–1918

## Andra republiken (Rzeczpospolita) 1918–1939

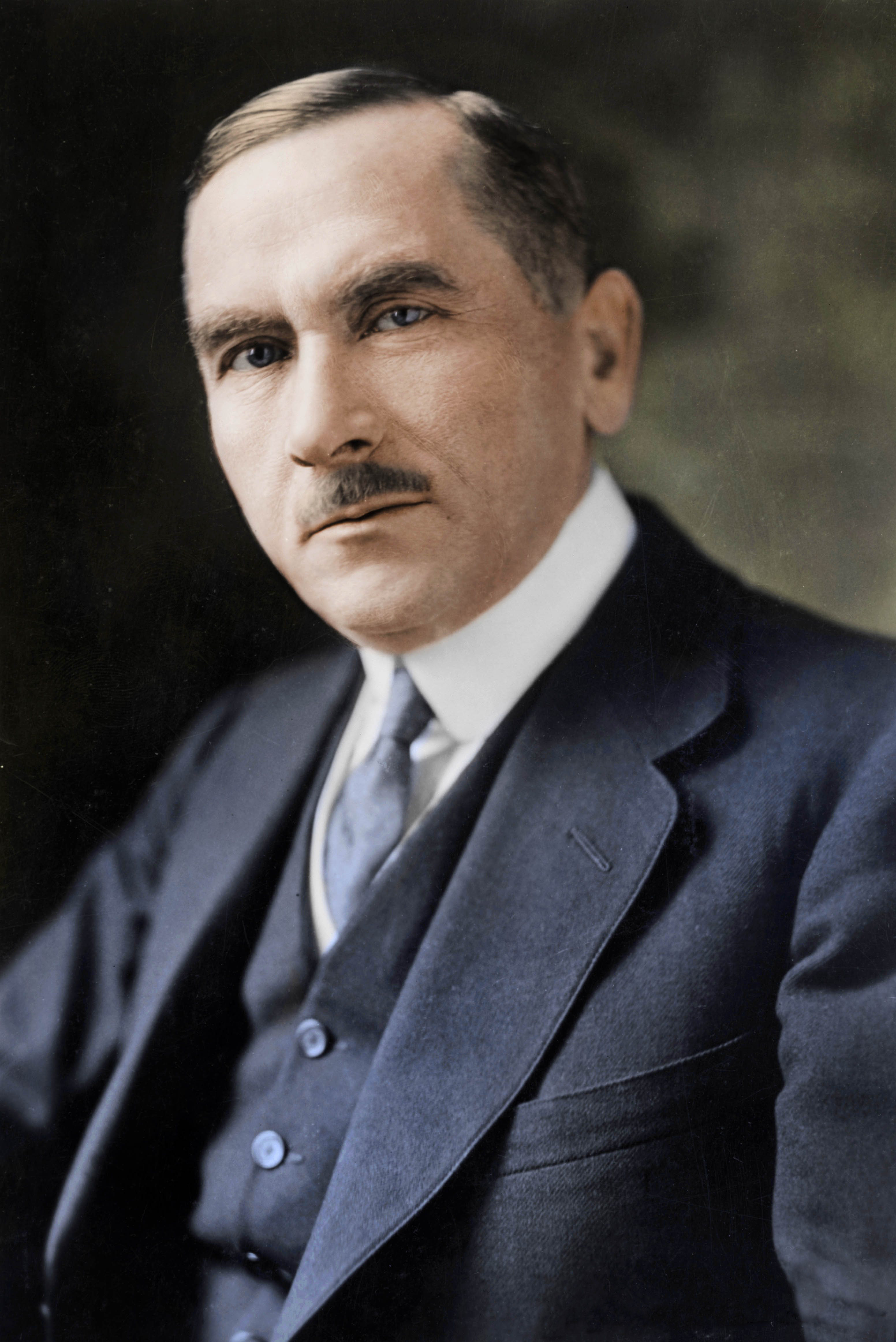
Roman Dmowski.

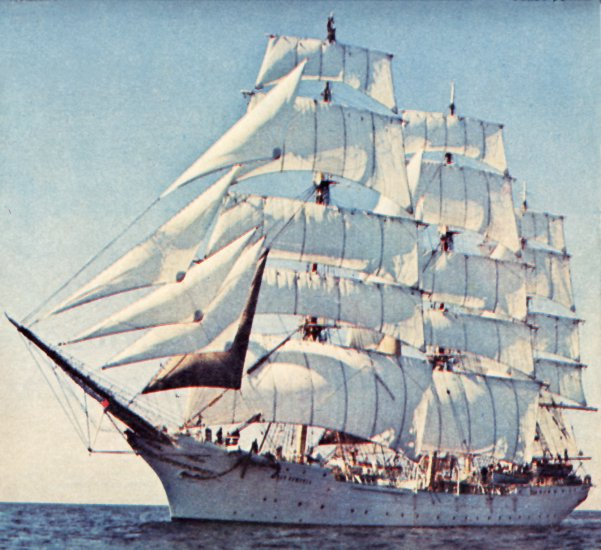
Skolfregatt Dar Pomorza (Gåva från Pommern) donerad 1929 av Pommernborna till sjöfartsskolan i Gdynia.

Restaurationen av Polen efter första världskriget var en komplicerad process. Den 1 januari 1917 proklamerade tsaren Nikolaj II sitt mål att återskapa ett återförenat Polen i union med Ryssland. Då Romanovdynastin blivit avsatt genom februari-revolutionen kom den provisoriska regeringen, uppmanad av den polske liberalen Aleksander Lednicki, att stödja idén, utan att precisera Rysslands anspråk på gränser. Sedan Ryssland ställt sig på Polens sida kom även Frankrike och Storbritannien att överge sitt motstånd och gav stöd för Polska Nationella Kommittén som bildades i Paris augusti 1917. Centralmakterna försökte få general Józef Piłsudski och hans legionärer att leda en polnische Wehrmacht vilket denne vägrade och därför kastades i fängelse. Den 12 september 1917 bildade Centralmakterna det Polska Kungadömet (dock utan kung). Efter bolsjevikiskt maktövertagande i Ryssland blev polenfrågan mindre intressant för Centralmakterna. Österrike-Ungern skapade en Ukrainsk stat under dubbelmonarkin. Litauen bildades också. Den 3 mars 1918 skrevs fredsavtalet i Brest-Litovsk mellan Centralmakterna och Sovjet-Ryssland. Den polske pianisten och politikern Ignaz Paderewski och Roman Dmowski arbetade för att få internationellt stöd för Polen och den 3 juni 1918 definierades ett fredskrav mot centralmakterna. Polackerna väntade inte på den politiska processen utan i Ryssland bildades en 30 000 man stark armé och i Frankrike samlade general Józef Haller flera tusen polska soldater och frivilliga, som slogs på de västallierades sida. Sammanbrottet för dubbelmonarkin Österrike-Ungern försvagade den militära situationen i Polens södra delar. 
I november 1918 avväpnade polska armékårer kvardröjande tyska och österrikiska trupper efter stilleståndet. I Poznan beväpnade sig polska förband. En provisorisk polsk regering bildades i Lublin. Det rådde polska stämningar. Den upplossande nationalismen ledde i Lwów till gatustrider mellan polska studenter vid stadens högskola och ukrainska studenter. Den 7 oktober 1918 utropades Polens självständighet i Warszawa av ett nationellt råd. Därmed återupprättades Polen som stat. Det nya Polen kallades för den andra republiken. Läget var inte oproblematiskt; Polen saknade vid tidpunkten både militärt försvar och definierade gränser. 
Polens västra gräns och den så kallade korridoren till Östersjön fastställdes vid Versailles-konferensen 1919. Versailles-freden berörde inte frågan om Polens östra gräns. Det sjätte kriget var mot Sovjetunionen enligt följande.
Den 10 november frisläpptes marskalk Józef Piłsudski från fängelse. Piłsudski begav sig omedelbart till Warszawa och tämligen omgående gav nationella rådet Piłsudski närmast oinskränkt makt. Han var på en gång statschef och överbefälhavare. Piłsudskis främsta angelägenhet var att skapa ett politiskt och militärt stabilt Polen som kunde slå tillbaka en förväntad attack från Sovjetunionen. Händelserna 1919–1921 gick till historien som det polsk-sovjetiska kriget. Piłsudskis polska trupper allierade sig med ukrainska nationalister och tågade mot Kiev. Polen hade dessförinnan erkänt Tsarryssland under Symon Petluras regering. Under kampanjen hade det visat sig att Petlura hade litet stöd på den ukrainska landsbygden. Samtidigt gick röda armén till angrepp mot norra Polen. Anförda av marskalken Tuchatjevskij ryckte ryssarna fram i ett våldsamt tempo. Ryssarnas mål var Berlin. Det dröjde till 16 augusti 1920 till innan Piłsudski gick till motangrepp och den sovjetiska offensiven stoppades vid Warszawa. Ett fredsavtal slöts i Riga den 18 mars 1921 varvid Polens östra gränser fastställdes.
Gränsdragning mot Tyskland byggde dels på de polska upproren (som i Poznań), och dels på besluten i Versailleskonferensen 1919 med folkomröstningar angående Övre Schlesien/Śląsk, Masurien, Warmia och Powiśle. Folkomröstningarna skedde vid en negativ tidpunkt för Polen – under det polsk-sovjetiska kriget 1919–1921. I samband med omröstningarna i Övre Schlesien/Śląsk uppstod flera strejker och blodiga uppgörelser. Polen har uttryckt missnöje med resultatet av Versailleskonferensen, och påstod att den brittiska linjen under David Lloyd George var anti-polsk .
År 1921 fick Polen en demokratisk författning. Högerpartierna nådde framgångar i parlamentsvalet 1922– Gabriel Narutowicz valdes till landets första president. Dock mördades han efter bara några dygn vid makten, varefter premiärministern general Władysław Sikorski övertog ämbetet temporärt innan en stabilare presidentperiod (1922–1926) inleddes med socialisten Stanisław Wojciechowski. Under 1920-talet avlöste sedan olika koalitionsregeringrar varandra. I november 1925 bröts lugnet när en ekonomisk kris uppstod och inflationen förorsakade massarbetslöshet. Den 12 maj 1926 drog Piłsudski samman trupper i huvudstaden för att slå ner gatustrider. Piłsudski grep makten och lanserade slagordet "sanacja" – uppryckning. Wojciechowski vägrade godkänna Piłsudskis icke-parlamentariska krav på ändringar i regeringen, och premiärminister Witos och president Wojciechowski avgick. Den tidigare socialisten och kemiprofessorn Ignacy Mościcki utnämndes till president och innehade uppgiften till kriget, medan den icke-partianslutne professorn Kazimierz Bartel blev premiärminister till 1930. Piłsudski själv blev krigsminister till sin död. Ett auktoritärt styre infördes; parlamentet stod maktlöst. Piłsudskis regering ledde till stabilitet i samhället och ekonomisk tillväxt mellan 1926 och 1929. Storskalig emigration, omfattande cirka en halv miljon människor, kom igång under andra halvan av 1920-talet, huvudsakligen till USA och till franska kolgruvdistrikten utanför Lille. Den stora depressionen under mitten av 1930 satte stopp för tillväxten, med massdemonstrationer som följd. Piłsudski internerade oppositionsledarna (bland annat Witos) och tog över premiärministerrollen. År 1933 var en tredjedel av industriarbetarna utan arbete. Nedgången i produktion var procentuellt större än genomsnittet i världen. Vänsterpartier, bland annat socialister (PPS) och kommunister (KPP) ökade i antal, liksom olika katolska organisationer ökade sin inblandning i politiken. Efter Piłsudskis död i cancer 1935, fortsatte Mościcki i Piłsudskis spår, och utnämnde general Edward Rydz-Śmigły till överbefälhavare. Valet 1935 bojkottades av 50 % av de röstberättigade i protest mot sanacja-styret.

### Kronologi 1918–1939
Se Tidsaxel över Polens historia, perioden 1918–1939

## Polen under andra världskriget 1939–1945
Huvudartikel Polen under andra världskriget

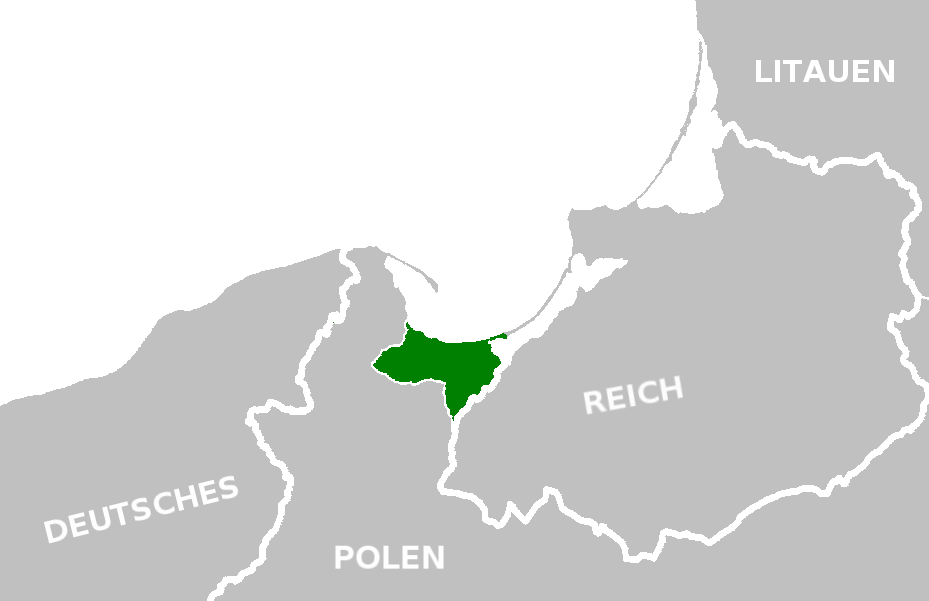
Fristaden Danzig i grönt, till väster om vilken polska korridoren till Östersjön är belägen.

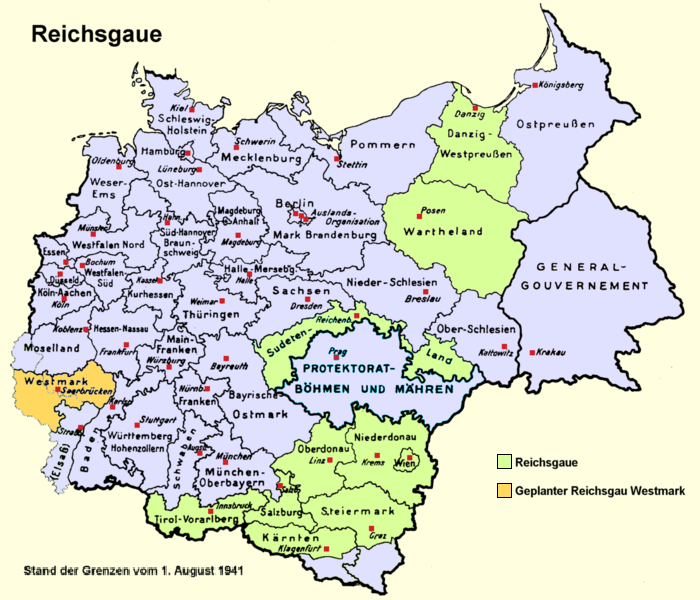
Administrativ karta under tysk ockupation, efter Tysklands anfall på Sovjetunionen (1941). De norra och västra polska provinserna annekterades, medan sydöstra delen utgjorde Generalguvernementet.

Polen var det första landet som drabbades av andra världskriget genom Tysklands anfall 1 september 1939 och Sovjetunionens anfall 17 september 1939. Inom drygt en månad var landet ockuperat. En del av de polska militärerna lyckades fly till väst. En exilregering bildades i väst och denna tog över ansvaret för landet. Polen hade dock aldrig kapitulerat och den väpnade kampen fortsatte genom motståndsrörelser, huvudsakligen Armia Krajowa (AK, även kallad Hemmaarmén), samt genom polska styrkor underställda brittiska kommandot och polska styrkor underställda Röda armén. Polackerna blev den fjärde största allierade militära styrkan i Europa och deltog i flera viktiga slag. Exilregeringens mål var att återställa Polen som en suverän stat med de gränser som gällde före kriget. Sovjetunionen å andra sidan avsåg att flytta Polens gränser västerut och att kompensera halveringen av arealen med erövrade östra tyska markområden. Churchill och Roosevelt valde att acceptera Stalins linje och Polen kom därmed under sovjetisk kontroll efter kriget. Under den tyska ockupationen förlorade Polens 5–6 miljoner människor, varav över 3 miljoner av judiskt ursprung. Stalinadministrationen tvångsförflyttade 1–1,5 miljoner invånare i Polens östra provinser till Sovjets inre områden. Ungefär en halv miljon invånare blev fängslade eller sända till Gulag med mycket hög dödlighet. Efter kriget fängslades många motståndsmän från AK och soldater som återvände från väst av NKVD och den nya regimen.

### Zaolzie-ockupationen
Andra världskriget föregicks av tysk annektering av Österrike och Tjeckoslovakien. 1 oktober 1938 passade också Polen på att ockupera ett litet område med blandad tjeckisk och polsk befolkning, Zaolzie, inklusive den tjeckiska delen av staden Cieszyn (tjeckiska Těšín), i Tjeckiska Schlesien. De polska anspråken grundade sig på en konflikt om området 1918–1920 (se ovan). År 1938, när Cieszyn-Schlesienområdet (801,5 km²; 862 km² enligt andra källor) ockuperades av Polen, bodde det där 76 230 polacker, 120 639 tjecker och 17 182 tyskar av totalt 216 255 invånare (enl. uppgifter 1930; uppgifterna bygger på språkanvändning). Inom kort lämnade 35 000 tjecker området på grund av diskriminering. Zaolzie förblev under polsk administration bara 11 månader . Övertagandet av fabrikerna i området ledde till att den polska tunga industrins produktionskapacitet ökade med nästan 50%.

### Det diplomatiska spelet och krigsutbrottet
Fram till mitten på 1930-talet såg Polen Sovjetunionen som den huvudsakliga hotbilden. När Adolf Hitler kom till makten skrämdes polens ledare Józef Piłsudski av den växande militariseringen och aggressiviteten, och slöt ett icke-aggressionspakt med Sovjetunionen. Polen inledde modernisering av sina militära styrkor, med bland annat uppbyggnad av försvarsflotta och kustförsvar vid Gdańskbukten. När kriget inleddes var dock den polska utrustningen otillräcklig och i flera fall omodern, och det fanns heller inte tillräcklig mängd ammunition.
I oktober 1938 framförde den tyske utrikesministern Joachim von Ribbentrop önskemål till den polske ambassadören i Berlin om att Fria staden Danzig (numera Gdańsk) skulle införlivas i Tyskland. Dessutom krävde Tyskland järnvägs- och vägförbindelser till Ostpreussen genom den polska korridoren. I januari 1939 upprepade Hitler samma krav till Polens utrikesminister Józef Beck. Tre veckor senare besökte Ribbentrop Warszawa och upprepade kraven. Den 26 mars 1939 avböjde Beck de tyska kraven. Polen inledde en viss höjning av sin militära beredskap och allierade sig med Frankrike och Storbritannien. Den 15 maj skrev Polen och Frankrike avtal om att fransmännen skulle starta ett storskaligt krig mot Tyskland inom 15 dagar efter tyskt angrepp på Polen. Polen fick också garantier från premiärminister Chamberlain den 31 mars 1939. Storbritannien och Frankrike hade dock ingen utarbetad plan hur hjälpen till Polen skulle ske, och därmed kunde det diplomatiska alliansspelet ses som en "politisk bluff". I augusti drogs de tyska styrkorna samman längs den polska gränsen till en "manöver". Den 26 augusti gav tyskarna order om allmän mobilisering, som skulle vara avslutad den 31 augusti. Fullskalig mobilisering i Polen inleddes den 31 augusti 1939.

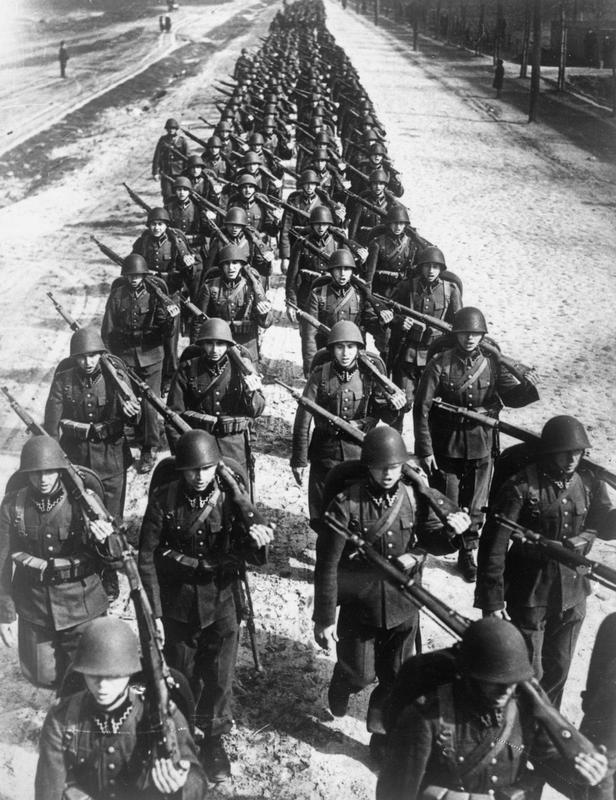
Polskt infanteri marscherar år 1939.

Den 23 augusti 1939 slöt Tyskland och Sovjetunionen Molotov–Ribbentrop-pakten (ett så kallat icke-angreppsavtal) som i ett hemligt tillägg delade upp Central- och Östeuropa i "intressesfärer" länderna emellan. Avtalet var en förutsättning för att Hitler skulle våga anfalla Polen utan risk att utmana Sovjetunionen, som å sin sida inte var tillräckligt rustat för krig just då. Den 25 augusti skrev Storbritannien och Polen ett formellt alliansfördrag. Den polska militärledningens ursprungliga strategi var att hålla stånd några dagar eller veckor tills Frankrike och Storbritannien skulle anfalla västerifrån och bistå landet.
Krigsutbrottet inleddes med tyskt Blixtkrig den 1 september 1939 på Polens västra delar, fram till floden Västra Bug, så som det avtalats i tillägget till icke-angreppspakten med Sovjetunionen. Inom tre veckor var det polska försvaret utslaget, men vissa områden bjöd på starkt motstånd hela september – till exempel Helhalvön i Danzigbukten kapitulerade inte förrän den 1 oktober, Warszawa intogs först den 27 september efter belägring och stor förödelse av staden. De sista striderna var vid staden Kock nära Lublin med kapitulation den 6 oktober 1939. Trots att de tyska styrkorna hade modernare utrustning, var färdigmobiliserade vid anfallet och överrumplade polacker med Blixtkrigtekniken led de stora förluster – 16 000 dödade och 32 000 sårade soldater, 674 förlorade stridsvagnar (24 % av antalet insatta stridsvagnar), 319 pansarbilar, drygt 500 flygplan, 6 046 fordon och 5 538 motorcyklar. Polska militära förluster var 66 300 stupade, 133 700 sårade, 578 000 tillfångatagna soldater. 
Den 17 september 1939 gick Sovjetunionen in med sina trupper i östra Polen och besatte resterna av landet i början av oktober (se mer under Polsk-sovjetiska kriget 1939). Den polska regeringen lämnade landet och begav sig till Rumänien där den internerades. Den lagliga polska regeringen kom därefter att finnas i Frankrike och sedan efter Frankrikes fall i London. General Władysław Sikorski utnämndes att leda exilregeringen till sin död 1943. Polen som land hade inte kapitulerat formellt till vare sig Tyskland eller Sovjetunionen, och väpnad kamp fortsatte under hela kriget genom Armia Krajowa/Hemarmén och de reguljära militära styrkorna hos de västallierade och senare även under sovjetiskt kommando.

### Sovjetiskt övertagande av Polens östra provinser
Några veckor efter den sovjetiska inmarschen införlivades de polska östra provinserna i Sovjetunionen efter två val i oktober 1939 i västra Ukraina respektive västra Vitryssland. I mars 1940 genomfördes ytterligare val där man valde fram deputerade från respektive landsdel som skulle representera dessa i folkförsamlingen i Moskva. Dessa val ledde inte till någon direkt anslutning av västra Ukraina och västra Vitryssland till Sovjetunionen (som hade varit fallet efter till exempel en folkomröstning), men genom att kandidaterna och folkråden röstades fram av väljarkåren fick dessa mandat att göra en framställan till Sovjetunionens högsta sovjet med begäran om en införlivning. Som den ryske historikern Michail Meltyukhov uttrycker det: "Självklart kan man på olika sätt bedöma valproceduren, men det faktum, att majoriteten av befolkningen stödde detta program talar för att det var frågan om ett införlivande av dessa områden med Sovjetunionen". 
Av de 7 538 586 valberättigade deltog 94,8 % i oktobervalen. För de föreslagna kandidaterna röstade 90,8 %, medan 9,2 % röstade emot.  Den 22 oktober valdes folkråden i västra Vitryssland och i västra Ukraina skedde detsamma 27–29 oktober. Folkråden utropade enhälligt sovjetiskt styre i dessa områden och vände sig till Moskva om att få bli införlivade med Sovjetunionen. 1–2 november godkände Sovjetunionens högsta sovjet deras begäran. 
Michail Meltiuchov skriver följande om dessa val: Anslutningsformen av de av Tyskland respektive Sovjetunionen kontrollerade områdena skilde sig stort från varandra. Om Hitler med sitt direktiv från den 8 oktober 1939 helt enkelt annekterade dessa områden genom att förklara dem som en del av Tyskland, organiserade den sovjetiska ledningen val, under genomförandet av vilka man inte dolde målsättningen att dessa skulle ingå i Sovjetunionen. Enligt K.M. Simonovs – som reste runt i västra Vitryssland dagarna före valet – vittnesmål "såg han själv med egna ögon ett folk som hade blivit befriat från ett för dem förhatligt styre..., den vitryska befolkningen – och den utgjorde en förkrossande majoritet – gladdes åt att vi kom, och ville ha oss där". 
De västerländska historikerna William Taubman, Jan T. Gross, liksom ögonvittnesrapporter, ger en annan bild i sina redogörelser. Valen kan knappast betecknas som fria eller demokratiska och skilde sig inte från sedvanliga uppgjorda "val" i Sovjetunionen. Även om sovjettrupperna möttes av ukrainare som viftade med kommuniströda och gul-blåa ukrainska nationalistflaggor är det mer troligt att ukrainarna ville ha självständighet från både Polen och Sovjet, snarare än anslutning till Sovjetunionen. På samma sätt stödde den polska andelen knappast anslutningen, och inte heller jordägare, präster och industriidkare. Den sista andelen i västra Ukraina bestod av judar och vitryssar. Omröstningarna skedde utan oberoende observatörer. Det finns uppgifter om att många väljare hade blivit betalda för att delta, medan andra trodde att de röstade på "självständighet" och inte på "representanter" som i sin tur skulle rösta på anslutningen till Sovjetunionen, eller för att nämna Gross citat "Vad handlar valet om...Jag vet inte." Inför valet översvämmades städerna och byarna av läderklädda NKVD-officerare och Röda arméns officerare och propagandister. Klockan 4:00 på morgonen började aktivisterna att knacka på alla dörrar och väcka invånarna, varefter de återkom varje timme tills alla har röstat. . Det omnämns även deporteringar som skedde i samband med valen.

### Krigsfångar och polska styrkor på väst- och östfronten

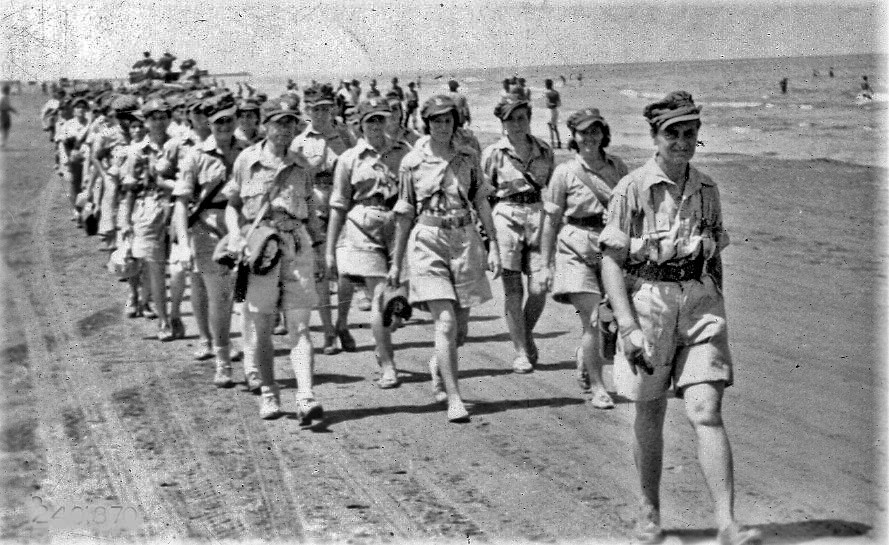
Polska kvinnliga soldater i Palestina 1943.

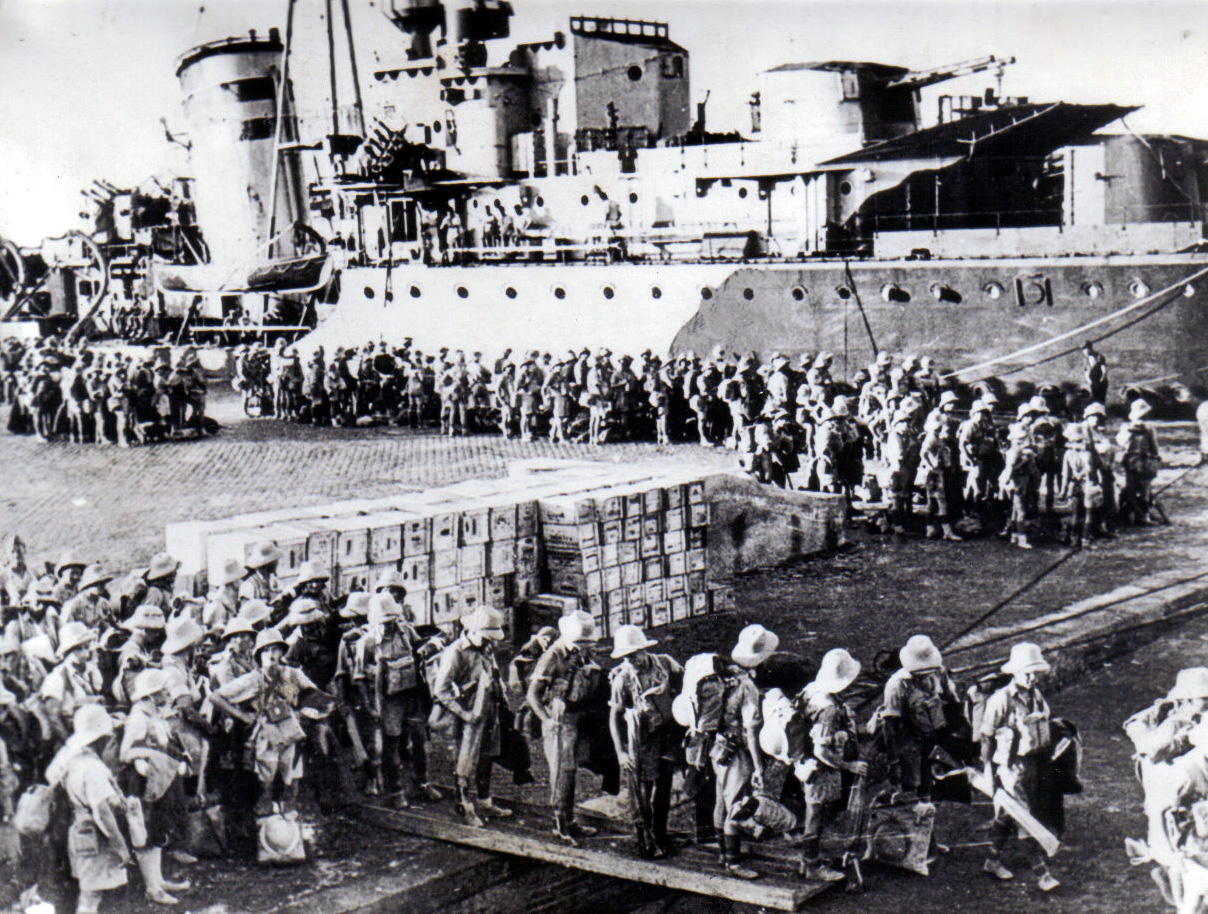
Polska karpatiska brigaden anländer till Tobruk.

Polska soldater som tillfångatagits av tyskarna avrättades, eller hamnade i arbets- och koncentrationslägren.
Cirka 90 000 polska soldater lyckades fly landet redan den 17 september 1939 när den sovjetiska offensiven inleddes. De flydde, genom interneringsläger i huvudsakligen Rumänien, till Frankrike och Storbritannien, där de kom att delta på västfronten i flera viktiga slag – allt mellan Narvik i norr och Nordafrika i syd. Det mest omtalade slaget var erövringen av Monte Cassino, samt slagen vid Tobruk och Arnhem. På östfronten deltog polska arméer under sovjetiskt kommando i befrielsen av Polen och Tjeckoslovakien samt i slutstriderna i Tyskland, bland annat Berlin. Genom sin stridsvana från kriget i Polen och Frankrike utmärkte sig polska piloter i slaget om Storbritannien. Totalt fanns det 16 polska flygdivisioner inom RAF, med 17 000 flygare och soldater i marktjänst.
Polska marinen deltog i det långvariga slaget om Atlanten med två kryssare, elva jagare, åtta ubåtar och ett antal mindre skepp. Under kriget förstärktes den polska marinen med ett antal örlogsfartyg från Storbritannien, däribland tre ubåtar.
Många polska soldater har blivit tillfångatagna av sovjetstyrkorna. Ett ansenligt antal har blivit avrättade, bland annat 21 857 officerare i Katyńmassakern och de återstående fängslades eller sändes till Gulag. Sovjetunionen förnekade Katyńmassakern ända till 1990 då Gorbatjov bekräftade brottet och offentliggjorde NKVD:s originaldokument. Många fångar kom att dö vid transporter, tortyr och annan hård behandling. Först efter det tyska anfallet på Sovjetunionen 1941 mildrades situationen, och efter förhandling med polske exilpremiärministern general Władysław Sikorski och general Władysław Anders tillät Stalin att cirka 74 000 polska krigsfångar och 41 000 civila i Gulag och olika arbetsläger  fick amnesti. De lämnade Sovjet i mycket dålig kondition (bland annat undernäring) genom Persien och mellanöstern för att så småningom sättas in i kriget i Italien. 
Ytterligare ett par hundratusen polska före detta krigsfångar och civila bildade polska arméer som sattes in på östfronten under sovjetiskt kommando.

### Behandling av civilbefolkningen
Redan den 2 september 1939 öppnades det första koncentrationslägret utanför Tyskland i Stutthof utanför Danzig/Gdansk. Inom kort hade tyskarna internerat eller avrättat huvuddelen av den polska intelligentian och de första grupperna av Polens judar. Ett system av koncentrationsläger etablerades över hela Polen. Vissa av koncentrationslägren blev utrotningsläger med mål att effektivt avrätta stora mängder människor. 5-6 miljoner polacker, varav över 3 miljoner av judiskt ursprung, sändes till koncentrationsläger och mördades. 2,8 miljoner polacker sändes som slavarbetare till arbetslägren i Tyskland. Civilbefolkningen utsattes för daglig förföljelse och terror, ofta med offentliga avrättningar. För varje tysk som dödats av polackerna skulle 100 civila avrättas – ofta skedde det genom att de tyska soldaterna föste ihop förbipasserande och direkt utförde vedergällningen genom att skjuta eller hänga ett antal personer, ibland körde de bara iväg med folk varav en del aldrig kom hem igen. Även polacker deltog vid vissa tillfällen i förföljelsen av judar, ett exempel är pogromen i byn Jedwabne 1941 där hundratals judar mördades av sina grannar.
Även på den sovjetiska sidan kom civilbefolkningen och de tillfångatagna polska militärerna att utsättas för brutal hantering – som misshandel, tortyr, kidnappningar, fängslanden, deportering till arbetsläger (Gulag) och mord eller avrättningar. 1–1,5 miljoner invånare i de anslutna provinserna (huvudsakligen polacker och judar, men även ukrainare och vitryssar) deporterades till Sovjets inre områden. Ungefär en halv miljon invånare blev fängslade eller sända till Gulag.
Det finns dokumenterade fall där den sovjetiska säkerhetstjänsten NKVD hade samarbetat med tyska Gestapo i början på kriget (se Stalinism).

### Motståndsrörelsen
Se även bland annat Warszawaupproret 1944 för mer information

Motståndsrörelsens flagga. PW står för "Polska Walcząca" - kämpande Polen.

Under hela kriget kom polska underjordiska arméer att slåss mot Tyskland. Den största var Hemarmén (AK, Armia Krajowa) som bildades av resterna av de polska väpnade styrkorna, huvudsakligen vid slutet av kriget, tillkom även sovjetlojala partisanstyrkor. Som mest var 300 000 polacker aktiva i underjordisk militär verksamhet. Förutom militära aktioner drev motståndsrörelsen bland annat ett illegalt skolsystem, sociala funktioner, nyhetsförmedling med 2 000 illegala tidskrifter som trycktes på 5 ton papper per månad.
De mest kända aktionerna är Warszawaupproret 1943 i det judiska ghettot och Warszawaupproret 1944. Båda slutade med ett blodigt nederlag och Warszawas totala ödeläggelse. Upproret i augusti och september 1944 leddes av generalen i hemarmén (AK) Tadeusz Bór-Komorowski och skedde medan Röda armén befann sig bara några tiotal kilometer därifrån, på andra sidan av floden Wisła. Upprorets början hemlighölls in i det sista av polackerna och britterna för den sovjetiska sidan. Beräkningen var att Sovjet skulle finna en laglig polsk regering och en armé på 100 000 man i Warszawa (bestående av bland annat influgna soldater från England och Italien). Det råder delade meningar om varför sovjetarmén inte kom (eller inte kunde komma) till polackernas undsättning. Troligen består sanningen av en blandning av dessa. Den vanligaste tolkningen, som också används ofta av polackerna, är att Stalin ville förinta polska styrkor lojala med den polska exilregeringen. Enligt denna beordrade Stalin den polskfödde ryske generalen Konstantin Rokossovskij att göra halt framför Warszawa och vänta ut den tyska segern för att omöjliggöra exilregeringens anspråk på makten i Polen efter kriget. Stalin avspisade det polska upproret som en samling makthungriga kriminella och höll undan stödet samt försökte även hindra de västallierade från att leverera krigsmateriel genom att förbjuda mellanlandningar på sovjetiska flygfält.. En annan tolkning, som bland annat var den officiella under kommunisttiden, var att de sovjetiska styrkorna var utmattade efter en över 400 km lång framryckning och behövde vila fram till januari, Denna version kan dock mycket väl vara en sovjetisk efterkonstruktion. Enligt de allra senaste forskarrönen från en oberoende källa (Robert Bacyk) stoppades Röda armén av hårda strider – bland annat pansarslaget i förorten Praga (juli-oktober 1944) – på andra sidan om floden Wisła, vilket hindrade dem från vidare avancemang. Bacyk menar att om inte tyskarna hade satt in sina desperata motanfall med sitt pansar hade Warszawa kunnat intas av ryssarna redan i början av augusti. Nu blev händelseutvecklingen en helt annan och ryssarna lyckades inte avancera mot staden som det var tänkt från början. Slutligen kom befrielsen av Polen att kosta sovjetarmén 600 000 soldater.

### Polen överlämnas till Sovjetunionen

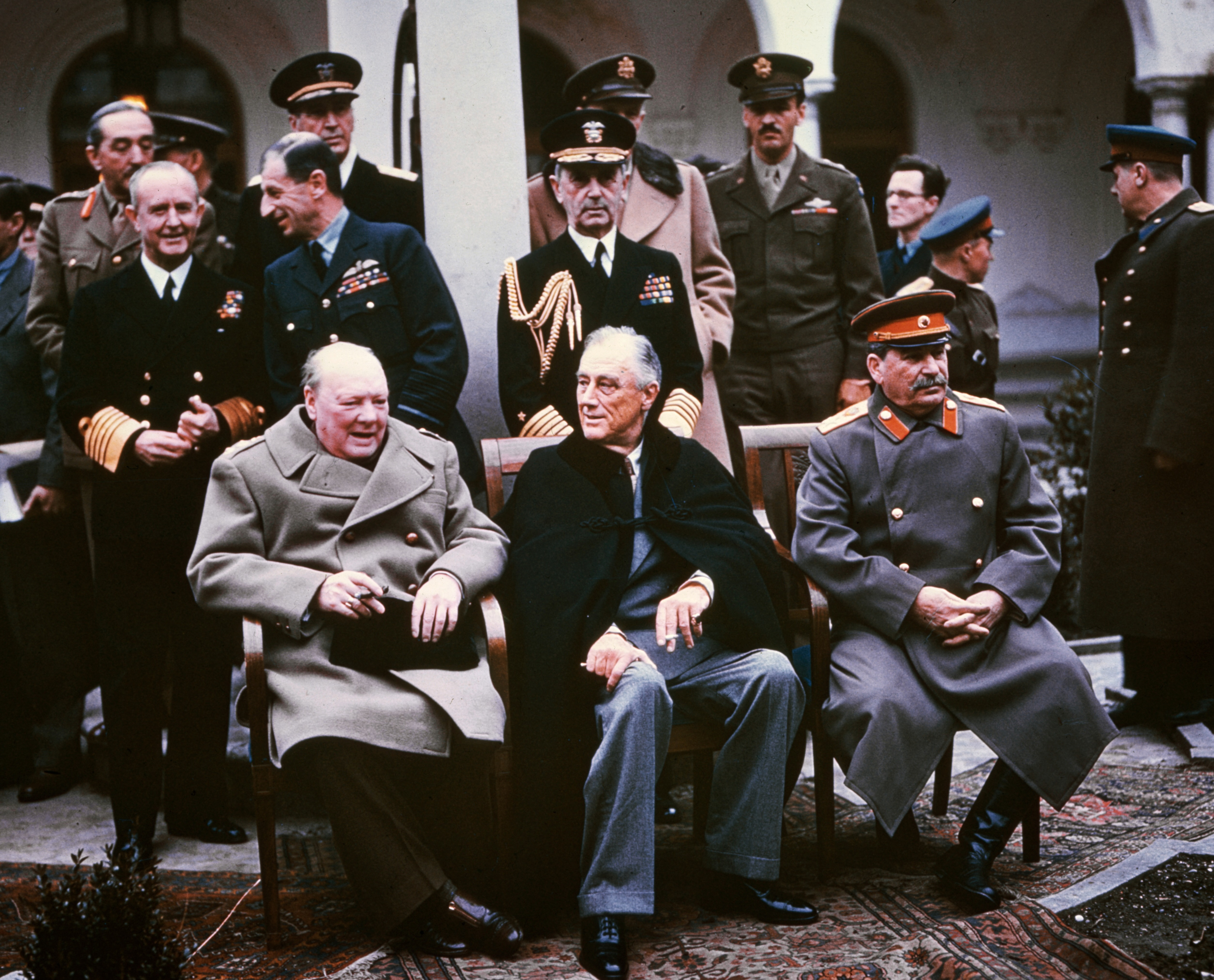
Churchill, Roosevelt och Stalin vid Jaltakonferensen 1945.

Efter kriget, i överenskommelse mellan Storbritannien, USA och Sovjetunionen, där Polen inte var tillfrågat, kom landet att hamna under sovjetisk kontroll. Utlovade fria val förvrängdes för att ge sken av att polackerna ville bli styrda av kommunisterna. Bland en del polacker betraktas därför Jaltakonferensen och dess följder som de allierades svek mot Polen.
Polens landgränser flyttades västerut, då de tidigare östra delarna av Polen tillföll Sovjetunionen (områden som idag tillhör Vitryssland och Ukraina), och Polen fick motsvarande områden i väster längs floden Oder och Östersjökusten från det tidigare Tyskland. Miljontals människor i både Polen och Tyskland fördrevs till följd av denna gränsomdragning. Polens östra gräns överensstämmer med linjen för Polens delning i Molotov-Ribbentroppakten från 1939.

### Kronologi 1939–1945
Se Tidsaxel över Polens historia, perioden 1939–1945

## Folkrepubliken Polen 1945–1989

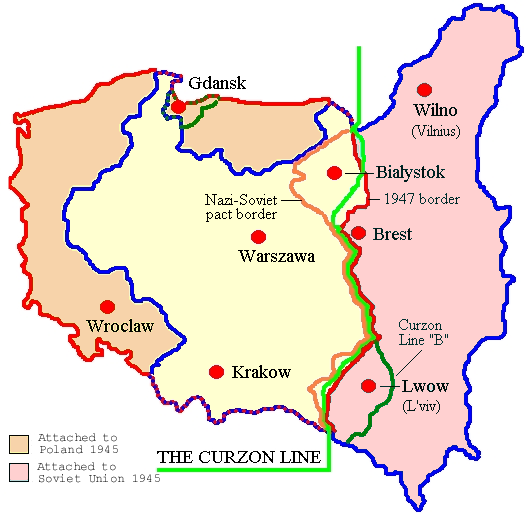
Polen före och efter andra världskriget.

### Åren efter kriget 1945–1947
Innan landet blivit befriat från Tyskland bildades den 22 juli 1944 i Lublin i sydöstra Polen den Polska Kommittén för Nationell Befrielse, PKWN, som en interimsregering ställd under Sovjetmakten. Den polska exilregeringen, som hade företrätt Polen sedan 1939 och var den lagliga fortsättningen på Polens sista regering före kriget, befann sig i London.
Exilregeringen hade stöd i den polska hemarmén (Armia Krajowa, AK) som bland annat organiserat Warszawaupproret 1944 och liknande folkresningar mot tyskarna i Lwów och Wilno. PKWN å andra sidan backades upp av Röda Armén, NKVD och general Zygmunt Berlings polska folkarmé, där officerskåren huvudsakligen var sovjetisk. Två andra organisationer som Bondebataljoner (Bataliony Chłopskie) och det kommunistiska Folkgardet (Gwardia Ludowa) inordnades bakom PKWN.
I och med att Röda armén ryckte fram tog PKWN och NKVD itu med den "kontrarevolutionära" hemarmén och den ultra-nationalistiska uttalat antikommunistiska organisationen Nationella Väpnade Styrkorna (Narodowe Siły Zbrojne, NSZ). Väpnade kamper pågick flera år efter krigets slut. AK- och NSZ-medlemmar som demilitariserats blev ofta utsatta för avrättningar och trakasserier, och 50 000 AK-soldater blev deporterade till sovjetiska GULAG. Efter flerårig kamp i polska motståndsrörelsen blev många polska officerare, under förnedrande omständigheter, dömda i kommunistiska skådeprocesser för "samarbete" med nazisterna.
Vid krigets slut fanns över 200 000 polska soldater på västfronten, och många av dem efter tidigare deportering till GULAG, vägrade återvända till Polen under sovjetiskt styre. Ungefär en halv miljon polacker stannade efter kriget i väst, huvudsakligen i Storbritannien, USA, Kanada och Australien. En och en halv miljon polska fångar och slavarbetare från tyska arbetslägren återvände mellan 1945 och 1947. 1,5 miljoner invånare från östra Polen (som övertogs av Sovjetunionen) och 2 miljoner polacker från landets centrala delar förflyttades till de nya västra områdena, som Polen fick som kompensation efter andra världskriget. Den tyska befolkningen från de forna tyska områdena (som kom att heta Återvunna områden (Ziemie Odzyskane)) fördrevs västerut – totalt 8 miljoner från Schlesien, Pommern och Preussen.
Strax efter kriget bodde i Polen 24 miljoner, mot 36 miljoner före kriget. Etniciteten blev mer homogen, mot den multinationella före kriget.
Den judiska befolkningen minskade till 200 000 från över tre miljoner före kriget och ytterligare 150 000–175 000 judar återvände från deporteringen i Sovjetunionen åren närmast efter kriget. Efter en pogrom i Kielce den 4 juli 1946 troligen iscensatt av säkerhetsstyrkorna, och flera andra fientligheter där sammanlagt 500–1 500 judar dödades, kom långt över 100 000 av judar att emigrera. Till exempel i en lyckad flykt organiserad av en sionistorganisation (Operation "Brikha") i februari 1947 deltog 127 722 och 11 500–16 500 flydde på egen hand. Till viss del kan man förklara att förföljelserna fick pågå med att landet befann sig i ett tillstånd av inbördeskrig och laglöshet.
Den judiska frågan i polsk politik blev även i fortsättningen (ända till idag) ett infekterat ämne, och ytterst motsägelsefullt. Myndigheter kunde komma med instruktioner för sina lägre tjänstemän att inte diskriminera eller trakassera judar, och samtidigt blunda för när judar bad om hjälp eller anmälde missförhållandena. En iögonfallande mängd höga politiker kunde vara av judisk börd, med förpolskade namn (till exempel Rapacki istället för Rapaport), liksom högre poster inom säkerhets/inrikesministeriet kunde vara besatta till 30% av judar, medan dess minister, Mieczysław Moczar, var en aktiv antisemit. Först i den tredje republiken tog man lagligt itu med förföljelser av judar, när Institut Pamięci Narodowej (IPN, Institut för Nationellt Minne) utredde flera rasistiska dåd (pogromer, mord, orättvis behandling i domstolar etc.) mot judar under 2000-2002.
Den polska säkerhetsstyrkan UB, Säkerhetsämbetsverk (Urząd Bespieczeństwa), var direkt underställd sovjetiska NKVD och bedrev sin utrensning enligt samma principer. Till detta tillkom etnisk rensning av olika minoriteter. R.J. Rummel skattar att åren 1945–1948 dödades cirka 1,6 miljoner människor (enligt democid-begreppet, det vill säga dödsfall med statens goda minne). Rummel tar upp 1 500 judar som dött i olika pogromer, 1 000 ukrainare vid förflyttningar till Sovjetunionen och 1,6 miljoner etniska tyskar som dog vid deportering ur landet. Som jämförelse, hade Polen en folkmängd på cirka 24 miljoner året 1946. Talen är kontroversiella från polsk sida avvisade man siffror gällande tyskar. Samtidigt räknar Rummel inte in till exempel repressalier på demobiliserade soldater från AK.
Den ukrainska gerillaarmén UPA fortsatte att genomföra aktioner i sydöstra Polen under åren efter andra världskriget. För att kväsa detta, genomfördes Operation Wisła under år 1947, som innebär att stora delar av den ukrainska befolkningen fördrevs och förflyttades till andra delar av Polen, främst de delar som övertagits av Tyskland.
Landet var i stort i ruiner, befolkningen undernärd, akut brist av bostäder, familjer splittrade, och mängder av föräldralösa barn och invalider. Till skillnad mot sovjetunionens jordbrukspolitik avstod partiet att systematiskt förstatliga eller kollektivisera jordbruket. De flesta jordbruksenheter var små. Ett antal staliga jordbruk, så kallade PGR (Statlig jordbruksfarm, Państwowa gospodarka rolna) bildades genom uppköp, men totala arealen förblev relativt liten (cirka 10%) under hela folkrepublikens historia.
All makt utövades av NKVD-lojala kommunister. Polska Arbetarpartiet (Polska Partia Robotnicza, PPR) hade vid valet 1947 cirka 0,5 miljoner medlemmar, mot närmaste konkurrenten, Polska Bondepartiet (Polskie Stronnictwo Ludowe, PSL) med 1 miljon medlemmar. 
Vid en uppgjord folkomröstning 30 juni 1946 antogs avskaffande av Senaten, godkännande av provisorisk ekonomisk plan och godkännande av Polens nya gräns längs Oder och Neisse. Räkningen av röster sköttes av kommunistpartiet och det blev 68% 3X-ja röster. Enligt hemlig PPR-uppgift var det egentliga utfallet bara 27%. Vid ett "val" 19 januari 1947 fick PPR 27% av rösterna medan PSL 60-70%. Resultatet förfalskades och förblev en väl bevarad hemlighet genom hela livstiden av den Polska Folkrepubliken. Officiellt proklamerades att PPR fick 80% och PSL 10%. Före valet blev även flera PSL-medlemmar arresterade av olika anledningar och ett antal valbara kandidater och aktivister mördades i svårförklarade omständigheter.
Den första regeringen leddes av prokommunisten Józef Cyrankiewicz. Exil-premiärminister Stanisław Mikołajczyk återvände till Polen före valet och var PSL:s kandidat, men tvingades fly efter valet till väst.
Det polska exilförlaget Instytut Literacki (litterära institutet) grundades av Jerzy Giedroyc 1946 i Rom och flyttade 1947 till Maisons-Laffitte i utkanten av Paris. Förlaget utgav månadstidskriften Kultura (1947–2000), kvartalstidskriften Zeszyty Historyczne (1962–2010, historisk anteckningsbok) och 512 titlar i bokserien "Biblioteka Kultury".

### Stalinistperioden 1947–1956
Åren 1947-1948, efter Titos och Jugoslaviens avhopp stärkte Stalin greppet över östblocket och visade öppet sin avsaknad av förtroende för den polska ledningen. Förespråkarna för mildare socialism, som förste partisekreteraren Władysław Gomułka fängslades och ersattes av stalinisten Bolesław Bierut. Bierut åtföljd av Hilary Minc (industri/handelsminister) och Jakub Berman (säkerhet) hade grepp om makten. Den polsk-sovjetiske marskalken Konstantin Rokossovskij fick agera "guvernör", och 1952 var 75% av den polska armén besatt av sovjetiska generaler. Mellan 1945 och 1956 utdömdes 5 000 dödsdomar av politiska orsaker. Tiotusentals blev dömda till kortare eller längre fängelsestraff. Säkerhetspolisen samlade akter om en tredjedel av den vuxna befolkningen.
År 1950 var hela den privata sektorn utslagen och planekonomi enligt sovjetiska förebilder infördes. I sexårsplanen (1950–1956) byggdes bland annat Nowa Huta, ett stort stålverk och en tillhörande "socialistisk stad" uppfördes nära Kraków, personbilsfabrik i Warszawa (FSO Warszawa) och lastbilsfabrik i Lublin (FSC "Lublin"), och brunkolsgruva i Konin. Massiva insatser för att återuppbygga de bombade städer och infrastrukturen krävdes över hela landet. Krigsruiner i städerna förblev en vanlig syn ända in i början på 60-talet. Matproduktion var otillräcklig och ransonering infördes vid flera omgångar. Polen led också av bristen på utbildat folk och ledare, då intelligentian var målet för systematisk utrotning av tyskarna i den västra delen, av sovjeterna i den östra delen av Polen och slutligen genom politiska utrensningar av den nya regimen. Polen har förlorat 20 % av sin population mot 7 % för Tyskland och 1 % för Storbritannien och USA vardera, och 11 % i Sovjetunionen. Bara i Warszawa dog fler människor än i USA i både det europeiska och stilla havskrigszoner. Den massiva hjälp som till exempel Tyskland fick för återuppbyggnad genom Marshallhjälpen förvägrades Polen liksom de andra länderna inom sovjetblocket. Polsk industri har också under kriget plundrats först av Tyskland och därefter av Sovjetunionen. Nästan all kol- och industriproduktion skeppades till Sovjetunionen. Viss humanitär hjälp kom fram, huvudsakligen filtar, kläder och mat från UNRRA (United Nations Rescue and Relief Associations) och även då kom in i den kommunistiska nomenklaturans fickor.
År 1952 började Radio Free Europe sina CIA-finansierade propagandasändningar på polska, och bidrog till att motverka de statskontrollerade mediernas variant av propaganda. Genom att lägga ihop och dra ifrån kunde folket få en helhetsbild, även om lyssnandet på RFE var straffbart.

Polens statsvapen under kommunistiskt styre. Notera avsaknaden av kungakrona ovanpå den vita örnens huvud.

1952 infördes en ny konstitution där arbetarklassen utnämndes till den ledande klassen i samhället, och Folkrepubliken Polen (Polska Rzeczpospolita Ludowa) utropades. Från och med detta års val, fanns det bara en möjlig röstsedel dominerad av PZPR, Polska förenade Arbetarpartiet. I de obligatoriska valen till Sejmen fick partiets kandidater, inte överraskande, 99% av rösterna.
Även om kommunistpartiet försökte dominera den politiska scenen skedde dock en del demonstrationer av civilkurage, som när till exempel den katolska tidningen Tygodnik Powszechny, som den enda tidningen i hela östblocket, vägrade publicera sorgeskrift över den avlidne Josef Stalin, blev tidningen nerlagd under tre år och redaktionen miste sitt arbete.
14 maj 1955 bildades Warszawapakten som ett led att dels motverka NATO och dels för att knyta närmare östblocksländerna till Sovjetunionen.
Kulturen under Stalinperioden levde ett undanskymt liv, huvudsakligen på grund av politisk styrning och sovjetisering, där man till exempel krävde att författare skulle framhäva Sovjetunionen och gärna leverera berättelser om mönsterarbetare, partiledarnas krigsminnen eller om amerikanska spioner och sabotörer som ständigt hotar samhället.
Den 12 mars 1956, tre år efter Stalins död, dog "lägligt" även Bierut i Moskva, strax efter att Chrusjtjov den 25 februari levererade sitt "hemliga tal" som satte punkt på den hårdföra stalinismen. Händelserna gav upphov till tryck på regeringen att komma med reformer. Amnesti för tusentals politiska fångar proklamerades, men det räckte inte för att stoppa missnöjet. Vid ett uppror 28 juni i Poznań kom till drabbningar mellan arbetare och militärer med stridsvagnar, ditskickade av Rokossovskij. Gomulka som också släpptes ut från fängelset lyckades förhandla med Chrusjtjov och övertyga honom om att Polen med sin historia och traditioner krävde en speciell polsk lösning. En massiv styrkeuppvisning skedde också 25–26 augusti 1956 vid firandet av 300-årsdagen av försvaret av Częstochowa mot svenskarna (Karl X Gustavs invasion), då över en miljon katoliker besökte den Svarta Madonnas kyrka. Polen lyckades hitta en fredlig väg ur det låsta läget, just medan sovjetiska stridsvagnar började rulla mot Warszawa – till skillnad till Ungern där kulmen blev det blodiga Ungernupproret samma år.

### Gomułkaperioden 1956–1970

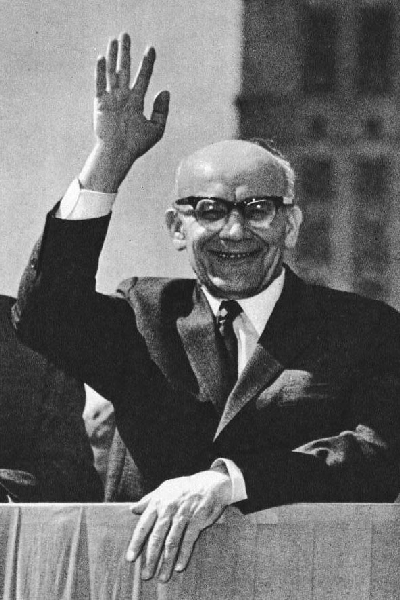
Władysław Gomułka

Władysław Gomułka var sedan 1926 medlem av polska kommunistiska partiet (KPP) och efter en kortare vistelse i Moskva 1934 återvände han till Polen, där han blev fängslad det mesta av tiden till krigsutbrottet. Sedan 1939 levde han i exil Sovjetunionen och han 1934 lyckades övertyga Stalin att få återskapa Polska Arbetarpartiet (PPR) som tidigare mördats ut av NKVD. I exilen var han en av centralpersonerna bland de polska kommunisterna, och var en av frontfigurerna i den provisoriska regeringen under 1945 innan han kom i onåd genom att ha förespråkat en mildare variant av kommunism. Gomulka, efter återkomsten till regeringen 1956 fick en viss bred popularitet tack vare liberalisering inom vissa ramar. Relationerna med den katolska kyrkan förbättrades. Det råa stalinistiska förtrycket stoppades, säkerhetsstyrkorna minskades, även om de fortsatte att spela en viktig roll. Sovjetiseringen av militären och förvaltningen stoppades och Rokossovskij blev hemskickad till Moskva. Export av kol och andra produkter till Sovjetunionen skulle inte längre ske för symboliska priser. 200 000 av polacker som hölls i Sovjetunionen fick återvända. Handelsrelationerna med USA normaliserades 1960 genom att Polen utnämndes till en gynnad nation. 
Kulturen fick ett uppsving – filmmakare som Andrzej Wajda och tonsättarna som Witold Lutosławski, Andrzej Panufnik och Krzysztof Penderecki blev uppmärksammade över hela världen. Avantgardemusik fick till och med en egen festival genom Warszawa-höst (Warszawska jesień). Humoristen Sławomir Mrożek och science fiction författaren Stanisław Lem fick genombrott. Panufniks avhopp till väst gjorde att hans minne, liksom flera andra avhoppares till exempel filmregissören Roman Polanskis, retuscherade partiet bort från det polska kulturmedvetandet. Det var ett vanligt sätt att hantera obekväma individer eller händelser – dem talade man helt enkelt inte om.
Missnöjet med det illa fungerande livsmedels- och distributionssystemet var allmänt. Varubrist och trixande för att klara av vardagen ledde till korruption och en parallellekonomi där man bytte tjänster och varor med varandra. Inofficiell dollarekonomi frodades också – det fanns statskontrollerade affärer där man kunde få tag i det mesta, bara man betalade med västvaluta, som förväntades komma från släkten utomlands. Partifunktionärer, nomenklaturan, hade också en egen lösning på bristproblemet – egna dolda affärer. Gomulka tillät privata fåmansföretag och hantverkarrörelser, även om de ofta motarbetas av byråkratin. Privata jordbruksrörelser, som grönsaks- och blomodlingar blev från andra delen av 1960-talet en lönsam sysselsättning som hjälpte till att lösa en del av problemen med livsmedelsförsörjning.
Även om liberalisering av kulturlivet och viss åsiktsfrihet accepterades, genom att till exempel katolska institutioner och författare fick verka, var den ideologiska synen inom det kommunistiska partiet mycket konservativ och lämnade inget utrymme för intern dialog och förnyelse. Det fick till exempel två doktorander Jacek Kuroń och Karol Modzelewski erfara när deras renläriga marxistiska avhandling fick dem 1964 utslängda ur PZPR och den socialistiska ungdomsorganisationen (ZMS) och Sedan de skrev ett öppet brev till partiet fick de tre respektive tre och ett halvt år fängelse. Leszek Kołakowski, en internationellt erkänd marxistisk professor drabbades av anklagelser att vara borgerligt-liberal tvingades lämna partiet och Warszawa-universitetet i förspelet till 1968 års studentrevolten. Både Kuroń och Kołakowski kom senare att överge kommunismen. Kuroń blev en av förgrundsfigurerna i demokratiseringsrörelsen, medan Kołakowski emigrerade till Frankrike och sedan till Storbritannien där han 1972–1991 till sin pensionering undervisade vid Oxford University. 
I mars 1968 skedde ett nationalistiskt studentuppror kallat Studenternas Marsch eller Marshändelserna 1968. Upproret anges ha inspirerats av en uppsättning av nationalskalden Adam Mickiewiczs verk Dziady (Förfäderna) från 1820–1821 på Stora Teatern i Warszawa. Upproret spred sig till flera universitet. Regeringens lösning på problemet, förutom att fängsla upprorsledarna, var att skylla alla landets problem på judar, som då, i skuggan av Sexdagarskriget i Mellanöstern, beskylldes för illojalitet genom att vara "sionister" och kallades allmänt i Gomułkas tal "femtekolonnare". 13 000–20 000 polacker av judisk härkomst tvingades utvandra, då de avskedades av sina arbeten – ofta rörde det sig om landets akademiska elit. Av dessa kom omkring 3 000 personer att tas emot och ges asyl i Sverige, vilket bland annat berodde på intensiva insatser av den svenske ambassadören i Warszawa Erik Kronvall för att Sverige skulle ge visum till de judar som sökte visum från Polen. Utrensningen omfattade även 14 generaler och 40 överstar och partiet, där flera tusen funktionärer avskedades. Invasionen av Tjeckoslovakien av Warszawapaktländerna samma vår var den andra omskakande upplevelsen detta år.
7 december 1970 erkände Willy Brandt den polsk-tyska gränsen som var knuten i relationerna mellan Västtyskland och Polen.
12 december 1970 höjdes livsmedelspriserna, vilket ledde till kravaller i Gdynia, Gdańsk och Szczecin. 39-44 demonstranter dödades och 3 000 anhölls av en insatsstyrka bestående av 5 000 poliser, 27 000 soldater och 550 stridsvagnar. Det förekommer även uppgifter om uppror i Kraków.
Gomulka avgick – officiellt av hälsoskäl – den 20 december 1970 och Edward Gierek, partichefen från Sląsk/Schlesien tog över uppdraget som förste sekreterare.

### Gierekperioden 1970–1981

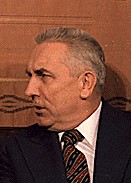
Gierek 1977

Edward Gierek, med bakgrund som kommunistisk agitator före andra världskriget i franska och belgiska gruvdistrikt, och som deltagare i belgiska motståndsrörelsen under kriget (han återvände till Polen först 1948), skilde sig från de andra kommunistiska ledarna i PZPR. Gierek tog över efter kravallerna och strejkerna vid kusten och började omedelbart ett hårt arbete för att öppna en dialog med folket och blev snart en flitig besökare av allehanda arbetsplatser. Trycket från folket för att höja levnadsstandarden och efterlikna västvärldens levnadsvillkor ledde till stor belåning i väst, tecknande av licensavtal för industritillverkning, utbyggnad av industri för konsumtionsvaror. Andel av konsumtion i BNP ökade från 25% till 40% under 1970-talet. Jordbrukets mekanisering ökades liksom användning av konstgödsel. 
Täta kontakter med västledare som de amerikanska presidenterna Richard Nixon, Gerald Ford, Jimmy Carter, tyske presidenten Walter Scheel och förbundskanslern Willy Brandt samt den franske presidenten Valéry Giscard d'Estaing ökade den politiska avspänningen och skapade mängder av handelskontrakt. Till viss del minskade samtidigt det sovjetiska inflytandet, men det fick balanseras med polska investeringar i och export till Sovjetunionen. 
Avtalet vid Helsingforskonferensen från 1975 där östblocket påstod sig uppfylla medborgarrätt sporrade många dissidenter till att uttrycka hittills förbjudna idéer. Arbetarupproren i juni 1976 i Radom, Ursus och flera städer, till följd av pris- och avgiftshöjning, slogs ner med massarresteringar. Detta ledde till att flera organisationer som Kommitté för arbetarnas försvar (Komitet Obrony Robotników, KOR) och Fri Fackförening bildades, med namn som till exempel Jacek Kuroń och Adam Michnik. Prishöjningen drogs tillbaka av regeringen och lönerna skrevs upp, vilket spädde på inflationen.
Valet av Karol Wojtyła till påve (Johannes Paulus II) 1978 stärkte kyrkans ställning i Polen, som en motkraft till det kommunistiska systemet, eldade på nationalistisk stolthet och gav moraliskt stöd för vidare uppror. Kyrkan uttalade tydligt stöd för medborgarrätt och mot repressioner.
Oron, strejkerna och protesterna fortsatte under resten av 1970-talet och vid strejkvågen under juli/augusti 1980 bildades den fria landsomfattande fackföreningen "Solidaritet (Solidarność)" under ledning av en 37-årig elektriker vid Leninvarvet i Gdańsk, Lech Wałęsa. Efter förhandling mellan Wałęsa, den katolske journalisten Tadeusz Mazowiecki, historikern Bronisław Geremek och regeringens representanter avslutades strejkerna och fria fackföreningar blev tillåtna.
Partiet avsatte den 6 september 1980 Gierek och en övergångsbyråkrat, Stanisław Kania, tog över. Vid den spända situationen, som hade paralleller med Pragvåren, hotade USA (Jimmy Carter och säkerhetsrådgivaren Zbigniew Brzezinski) den 4 december 1980 Sovjetunionen med sanktioner om de skulle invadera Polen. Kania lyckades lugna ner situationen i landet, och den 18 oktober 1981 ersattes han av general Wojciech Jaruzelski som förste sekreterare i PZPR.

### På väg mot sammanbrottet 1981–1989

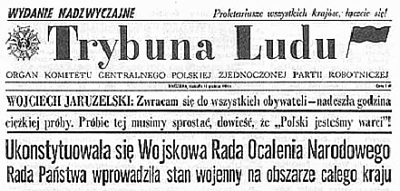
13 december 1981. Förstasidan av Trybuna Ludu. Undantagstillstånd införs

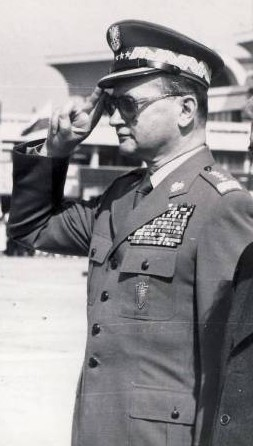
General Wojciech Jaruzelski

General Wojciech Jaruzelski kom från en polskpatriotisk och adlig familj. Hans far deltog i polsk-sovjetiska kriget 1919–1921, liksom hans farfar i januariupproret 1863 mot Ryssland. Efter polsk-sovjetiska kriget 1939 blev Jaruzelski och hans familj deporterade till Sibirien. När generalerna Władysław Anders och Władysław Sikorski 1941-1943 samlade ihop polacker från de sovjetiska arbetslägren för utvandring till Persien lyckades inte Jaruzelski att hitta vägen för att ansluta sig . Det finns en del oklarheter varför Jaruzelski inte följde med Anders, eller om han valde att stanna . Han följde istället med de sovjetunderställda polska styrkor som deltog i Polens befrielse, efter en sovjetisk officersutbildning. Från 1960-talet hade han höga militära uppdrag och 1968–1983 var han Polens försvarsminister.
När Jaruzelski tog över ledningen av PZPR blev en av hans första åtgärder att utlysa ett krigstillstånd den 13 december 1981. Senare förklarade han att hans avsikt var att rädda Polen undan sovjetisk invasion, lik Tjeckoslovakien 1968 eller Ungern 1956. Jaruzelski satte upp Militärt Råd för Nationell Räddning (Wojskowa Rada Ocalenia Narodowego, WRON). 6 000 Solidaritet-aktivister, inklusive Lech Wałęsa omedelbart arresterades och internerades. Hela samhället, inklusive fabriker, kommunikationsmedel ställdes, under militär kontroll. Med undantag för nio dödade gruvarbetare, i gruvan Wujek, skedde statskuppen utan större blodspillan. 
Snart återställdes skenbar ordning och folk återvände till arbete, men svår brist på praktiskt taget allt uppstod. Ransonering av flera artiklar infördes. Från utlandet kom stora hjälpleveranser i form av livsmedel, hygien- och sjukvårdsartiklar, kläder och andra bristvaror. CIA, liksom fackföreningar och andra organisationer i väst bidrog också med illegala insmugglade tryckerier som användes för framställning av samizdat. Solidaritet och kyrkan agerade bestämt för att enbart fredliga medel skulle användas, och lyckades tysta ner röster som förespråkade terror och sabotage. Två Nobelpris tilldelade med överraskande tajming förstärkte polackernas motstånd – Czesław Miłosz (litteraturpriset 1980) och Lech Wałęsa (fredspriset 1983). I november 1982 släpptes Wałęsa och i juni 1984 drogs krigstillståndet in. Solidaritet förblev illegalt nästan tills folkrepubliken avskaffades 1989, men det hindrade inte att Solidaritets flaggor exponerades vid olika kyrkliga sammankomster. Vid påvens andra Polenbesök 1983, där 10 miljoner polacker kom ut för att möta honom, krävde påven öppet och i samtal med Jaruzelski att Solidaritet borde legaliseras. I oktober 1984 utförde säkerhetsstyrkor ett mord på fader Jerzy Popiełuszko, en regimkritiker, vilket blev internationellt omtalat, och allvarligt fläckade ner regimens anseende. 
Skulder till utlandet uppgick till 40 miljarder dollar år 1988 och det fanns ingen vilja att låna ut mera, och dessutom var USA:s ekonomiska sanktioner aktiva. Vid andra halvan av 1980-talet fortsatte industriproduktionen att falla, priser ökade och butiker stod utan varor. 1986 släpptes de återstående politiska fångarna och Solidaritets ledare och även om organisationen inte var legal kunde den arbeta mer öppet. Rundabordssamtal i början på 1989 ledde till att en ny konstitution utarbetades med återinförande av Senaten och fria val skulle genomföras, där PZPR skulle garanteras en ledande roll. Solidaritet blev åter legalt. Det första valet blev en stor förlust för PZPR. 99 av 100 platser i Senaten vanns av Solidaritetstödda Medborgarkommittén, liksom alla platserna i Sejmen som PZPR gick med på att göra öppna för fritt val. 3 juli 1989 uttalade sig Gorbatjov att Polen var fritt att självt bestämma sin politik. I en kompromisslösning valdes Jaruzelski till president, och den 19 augusti fick Tadeusz Mazowiecki i uppdrag att bilda en koalitionsregering, med PZPR, ZSL (förenade bondepartiet, Zjednoczone Stronnictwo Ludowe) och SD (demokraterna, Stronnictwo Demokratyczne). Mazowiecki blev därmed den förste icke-kommunistiske regeringschefen i östblocket.
Den 29 december 1989 slutade Polen kallas Folkrepubliken Polen, och en ny era inleddes med Republiken Polen, som en oberoende demokratisk stat.

### Kronologi 1945–1989
Se Tidsaxel över Polens historia, perioden 1945–1989

## Polen efter 1989

### Systemskifte
Den provisoriska Sejmen, den provisoriske presidenten Wojciech Jaruzelski och Tadeusz Mazowieckis regering som tillsattes efter rundabordssamtalen och valet 1989 och som fortfarande garanterade PZPR:s maktmonopol, ersattes efter det första helt fria presidentvalet 1990 och parlamentsvalet 27 oktober 1991. Lech Wałęsa blev den förste demokratiskt valde presidenten i Polen och den förste i hela det forna sovjetkontrollerade östblocket. Han innehade ämbetet 1990-1995. 
I parlamentsvalet (till Sejmen) 1991 var det ett rekordlågt deltagande, bara 43%, och rekordstort antal politiska organisationer som ställde upp, över 100 stycken. Efter två månader av överläggningar utnämndes Jan Olszewski (PC) till premiärminister (6 december 1991-5 juni 1992). Marskalk i Sejmen blev Wiesław Chrzanowski (ZChN), och i Senaten August Chełkowski (NSZZ "Solidarność"). Många regeringskriser uppstod liksom stora kast i valresultaten. 
På grund av att landet hade grunder för demokratisering i dissidentrörelsen uppstod det aldrig något politiskt vakuum vid maktskiftet. Även den nya oppositionen som kom från det gamla polska kommunistpartiet PZPR valde att delta i uppbyggnaden av nytt politiskt system. PZPR valde en reformväg och ombildades till Socjaldemokracja Rzeczypospolitej Polskiej, SdRP, (Polska republikens socialdemokrater) och blev efter flera namnbyten Sojusz Lewicy Demokratycznej, SLD (Vänsterdemokratisk allians).

### Ekonomiska omvälvningar

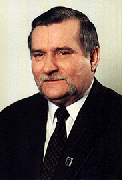
Lech Wałęsa

Landets nationella symbol, den vita örnen, återfick kronan som bannlysts under den tidigare regimen som en rojalistisk symbol. Den galopperande inflationen som ärvdes från Jaruzelski-perioden stoppades genom finansministern professor Leszek Balcerowiczs tuffa ekonomiska politik (Balcerowicz var finansminister 1989-91 och 1997–2000, därefter chef för riksbanken). De stora lånen i väst omförhandlades och stor frimarknads- och privatiseringsvåg inleddes. Paradoxalt blev de gamla kommunistiska ledarna och deras familjer vinnare på privatiseringen då de hade etablerad ställning inom näringslivet, ekonomiska möjligheter och utbildning att köpa ut eller investera i företag, medan arbetarklassen som bidrog till välta PZPR drabbades av de rationaliseringar och strukturomvandling av den eftersatta polska industrin. Som en ödets ironi etablerades aktiebörsen i PZPR:s huvudkvarter i Warszawa. BNP per person ökade under tiden 1993-99 från 33 % till 40 % av genomsnittet i EU.

### Kyrkans roll
Katolska kyrkan spelade redan under kommunisttiden en viktig roll, då som motpol till regimen. Även om friheten var starkt beskuren var kyrkan ytterst aktiv som en intellektuell kanal genom universitetet i Lublin, samt som en nationell enande kraft, framför allt personifierad genom den polske påven, Johannes Paulus II. Efter systemskiftet flyttade kyrkan sina positioner genom lobbyverksamhet och direkt påverkan av präster på kyrkoförsamlingarna. I dagens Europa är cirka 25 % av de katolska prästerna polacker. Fundamentalistisk katolsk rörelse kring "Radio Maryja" var mycket aktiv för att framhäva konservativ katolsk livsstil, med starka familjer, abortmotstånd, avståndstagande från preventivmedel, sexualundervisning, homosexuella, och så vidare. Tvillingbröderna Lech och Jarosław Kaczyński, president (2005-) respektive premiärminister (2006-), som leder det kristdemokratisk-populistiska partiet PiS, Prawo i Sprawierdliwość, har fått 9,5 % av rösterna i valet 2005 för sin moraliska värdekonservatism och traditionella antikommunism. PiS, Prawo i Sprawiedliwość (Lag och Rättvisa), är ett kristet/konservativt parti med vissa likheter med tyska CSU, men med EU-kritisk profil. Flera aktivister har sina rötter i Solidaritet. 
Lech Kaczyński under sin tid som borgmästare i Warszawa förbjudit gayrörelsens parad (Pridefestival) 2004 och 2005, med konfrontationer mellan demonstranter från båda sidor som följd. I polsk lagstiftning har homosexuella relationer inte varit straffbara mellan 1932 och 1939, under kriget tillämpades Nazitysklands lagar, och under den kommunistiska eran betraktades läggningen i enlighet med sovjetisk vetenskap som "socialavvikelse" och de homosexuella övervakades sedan 1960-talet. I Akcja "Hiacynt" registrerade milisen 11 000 personer under åren 1985-87 med officiell hänvisning till AIDS-spridningen. Sedan 1974 är det dock straffbart att diskriminera på grund av sexuell läggning. Förslaget till konstitutionen från 1995 tog ursprungligen upp sexuell läggning som en skyddskategori, men punkten togs bort efter påtryckningar från den katolska kyrkan och den dåvarande presidenten Lech Wałęsa. Kyrkan, trots den lyckade lobbyn mot aborter, har dock ingen garanti för det politiska inflytandet, vilket den fick erfara i parlamentsvalet 1991, presidentvalet 1995 och liberaliseringen av konstitutionen 1997, där prästerskapets varningar snarare motiverade många att rösta mot kyrkans vilja.

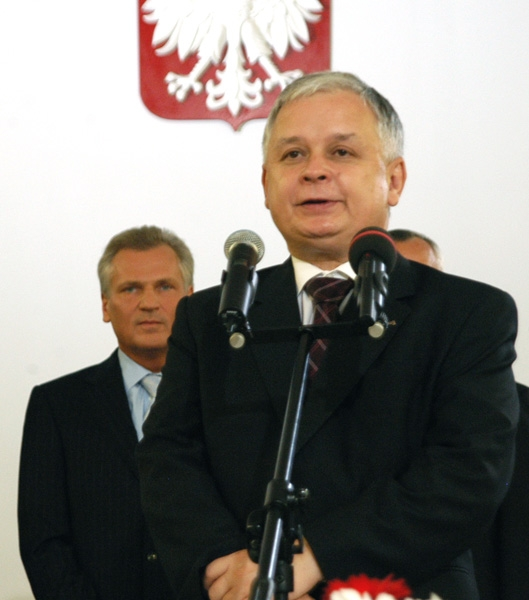
Lech Kaczyński, Polens president. I bakgrunden den tidigare presidenten Aleksander Kwaśniewski.

Kraven på att "avkommunistisera" landet, genom utkräva ansvar för brott begångna under folkrepublikens tid återkommer ofta, och "affärer", ofta med anspelning på vad politikern i fråga gjorde under kommunisttiden, är återkommande. 
Instytut Pamięci Narodowej (IPN, Institut för nationens minne) och forskningscentrum KARTA bildades som en opolitisk organisation för att utreda olika brott som förträngdes under kommunisttiden. IPN tog upp brott som tillskrivits den kommunistiska regimen och säkerhetsstyrkorna, vad hände med polacker som har fängslats och tvångsförflyttats av Stalinregimen 1939–1941 och senare, inklusive den omskrivna Katyńmassakern. IPN försökte även reda ut komplexa historiska händelser som var tabu, till exempel antisemitiska brott där polacker deltog, som i Jedwabne (1941) och Kielce (1946). 2005 fick frågan om att göra upp med kommunismen en ny aktualitet i ett vallöfte av PiS. Kaczyńskis regering formulerade 2007 en lag om att offentligt anställda skulle deklarera sina förehavanden under kommunistepoken. Lagen fick stark kritik och liknades vid häxjakt, även från välkända Solidaritetsmedarbetare. Lagen underkändes av författningsdomstolen.

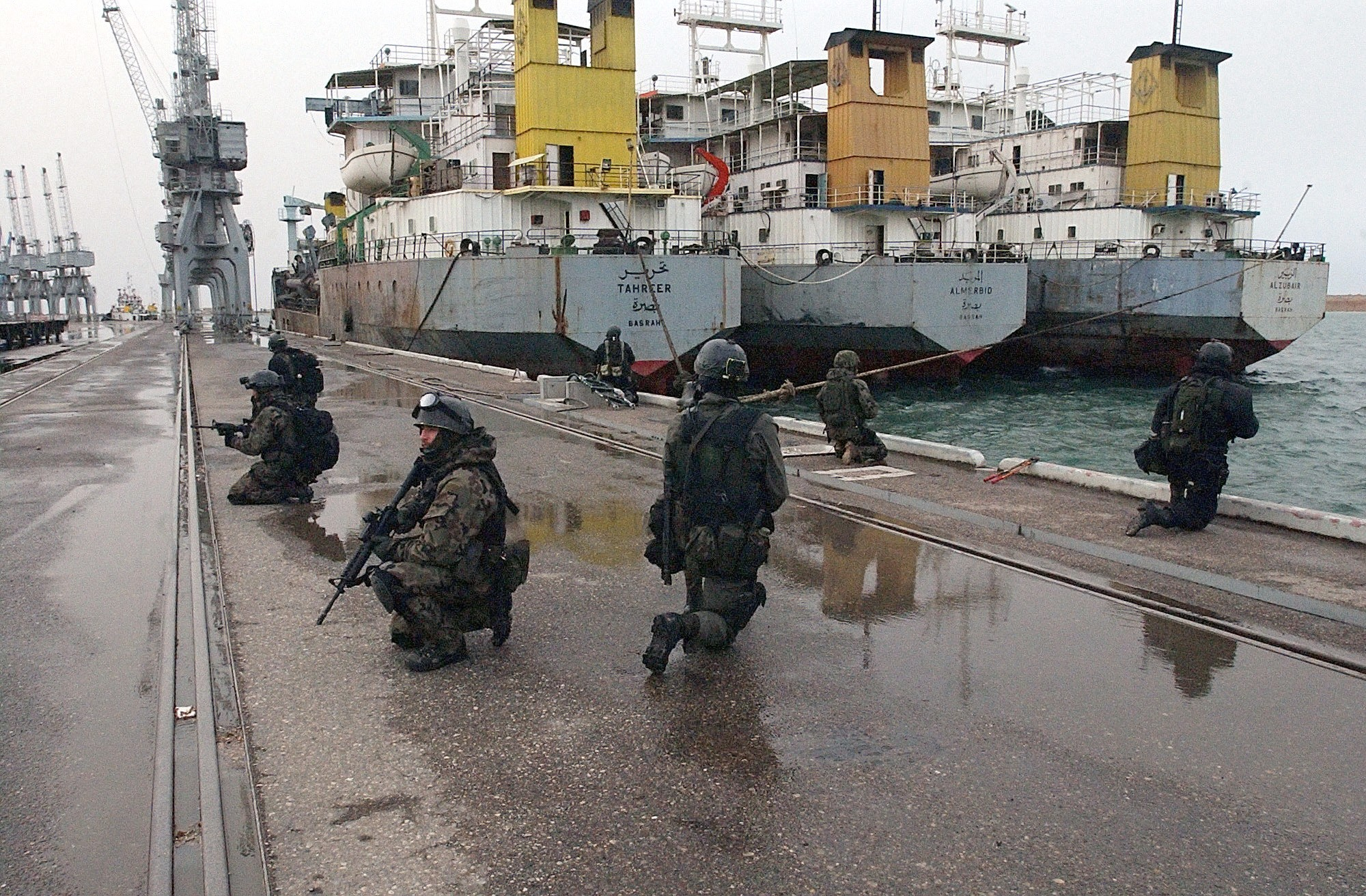
Soldater från GROM säkrar hamnen i Umm Qasr under invasionen av Irak år 2003.

### Nato och Irakkriget
År 1999 gick Polen med i Nato. År 2004 gick landet med i EU. Polen har också fått uppgiften att vakta EU:s gräns österut. Polen är sedan år 2003 en av USA:s allierade i Irakkriget. President Bush kallade de nya Nato-medlemmarna från östra Europa inklusive Polen som gått med i kriget för "det nya Europa", något han fick mycket kritik för av Frankrike och Tyskland. Även om polska styrkor inte skulle vara med under själva invasionen sändes polska specialförband som aktivt deltog i striderna. Efter att dessa soldater poserat på ett fotografi som sedan visades upp i polsk press blev de officiellt hemkallade, men det anses att flera stannade kvar i Irak. När invasionen av Irak förvandlades till ockupation sändes polska styrkor som skulle vara ledare för den multinationella styrkan i Irak. Det var planerat att Polen skulle dra tillbaka sina styrkor från Irak i januari 2006 men efter maktskiftet som skedde i Polen vid denna tidpunkt har dessa planer skjutits upp. Polska styrkor har också meddelat att de har hittat rester av biokemiska vapen i Irak, men de är troligen rester från 1980-talet.

### Kronologi efter 1989
Se Tidsaxel över Polens historia, perioden 1989-nu